# Isla de Pascua
La isla de Pascua o Rapa Nui (en idioma rapanui: Rapa Nui, literalmente ‘Rapa Grande’) es una isla de Chile, perteneciente a la provincia homónima de la región de Valparaíso, ubicada en la Polinesia, Oceanía, en medio del océano Pacífico, a 3,700 kilómetros de la ciudad chilena de Caldera, la población más cercana en el territorio continental chileno. Tiene una superficie de 163.6 km2, lo que la convierte en la mayor de las islas del llamado Chile insular, y una población de 7,750 habitantes, concentrados en Hanga Roa, capital y único poblado existente en la isla. La tierra habitada más cercana es el territorio británico de las islas Pitcairn, a unos 2,075 km al oeste. Es la isla no antártica más meridional del océano Pacífico oriental. Es la única isla de Oceanía cuyo idioma oficial es el español (la isla Salas y Gómez está deshabitada).
La isla es uno de los principales destinos turísticos del país debido a su naturaleza y la cultura ancestral de la etnia rapanui, cuyo más notable vestigio corresponde a enormes estatuas antropomorfas conocidas como moái. Para preservar dichas características, el pueblo rapanui administra desde 2016 el parque nacional Rapa Nui a través de la Comunidad Indígena Polinésica Ma'u Henua, mientras que la Unesco declaró este parque como Patrimonio de la Humanidad en 1995.
Administrativamente, forma, junto a la deshabitada isla Salas y Gómez, la comuna de Isla de Pascua, que forma la provincia de Isla de Pascua, perteneciente a la región de Valparaíso. Sin embargo, una reforma constitucional —la ley 20 193, publicada el 30 de julio de 2007— estableció la isla como un «territorio especial», de manera que su gobierno y administración serán regidos por un estatuto especial, contemplado en la respectiva ley orgánica constitucional.

## Toponimia

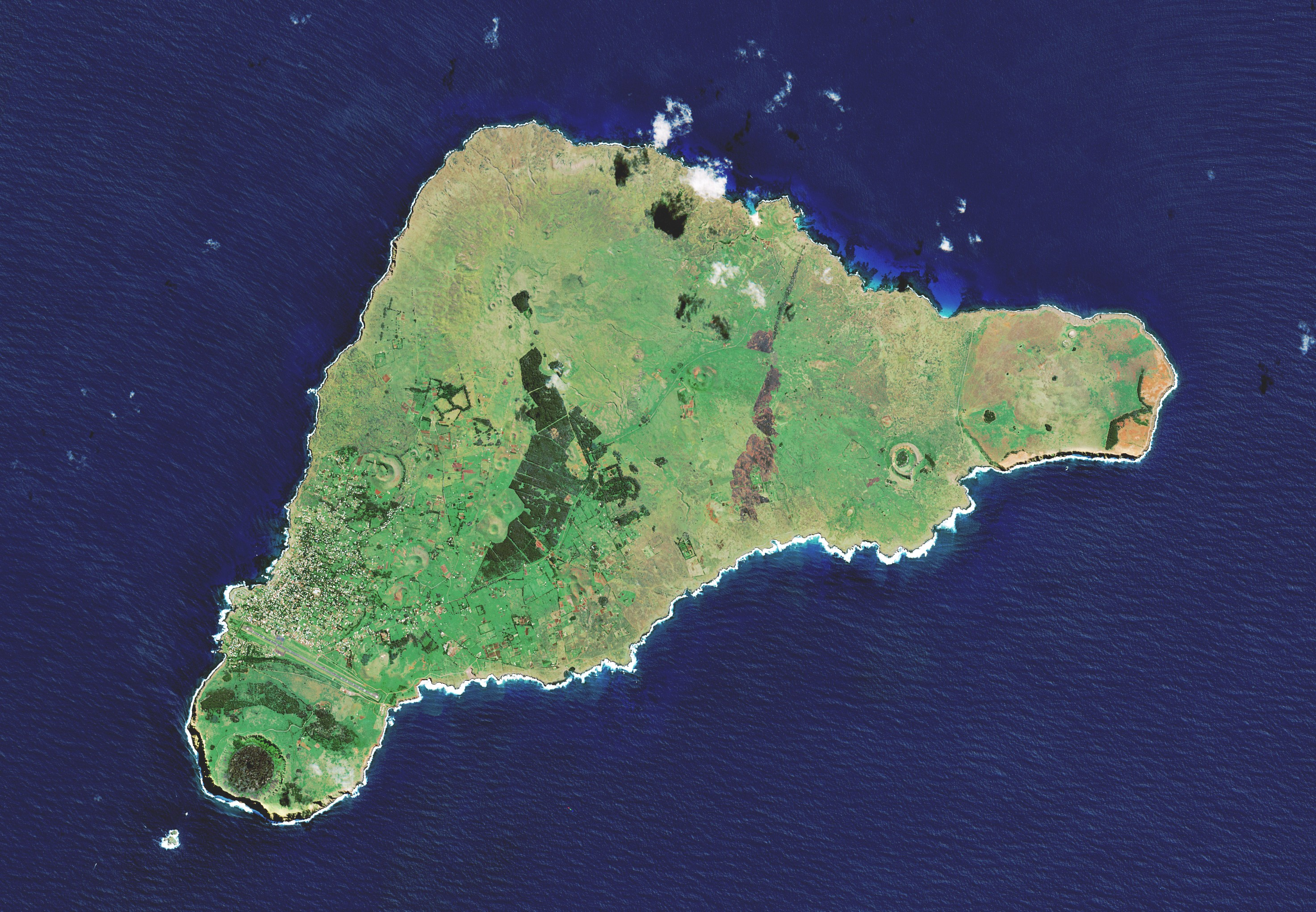
Imagen por satélite de la isla de Pascua del año 2019.

El nombre tradicional que recibe esta isla corresponde al de Rapa Nui, que significa ‘Rapa Grande’ en el idioma de los navegantes tahitianos que visitaban la isla en el siglo XIX. El nombre estaría asociado con el parecido encontrado por los tahitianos con la isla de Rapa, en la actual Polinesia Francesa, y a la cual también se le conoce como Rapa Iti (‘Rapa Pequeña’). A pesar de ser de origen extranjero, el nombre de Rapa Nui es considerado comúnmente como la denominación dada por los nativos de la isla. La pronunciación en español es la convencional para la escritura, [ra.pa'nwi] o [ra.pa'nuj], mientras que en rapanui suena [ɾa.pa'nu.i], pues siempre la r se pronuncia con sonido suave y cada sílaba solamente puede tener una vocal.
En su idioma autóctono, la isla antes era conocida como Te Pito o te Henua, que significa ‘el ombligo de la Tierra’, y Mata ki te rangi, ‘ojos que miran al cielo’. La denominación de Rapa Nui se hizo posteriormente extensiva en otros idiomas para denominar al pueblo aborigen y a su idioma, ya sea como dos palabras, «Rapa Nui», o como una única, «rapanui».
El nombre de Pascua le fue dado por el navegante neerlandés Jakob Roggeveen, que en un largo viaje iniciado en Texel y tras navegar por las costas chilenas, la descubrió el 5 de abril de 1722, fecha correspondiente a la Pascua de Resurrección. Recibió así el nombre de Paasch-Eyland en el neerlandés de la época, que luego se tradujo al español como «Isla de Pascua». Con este nombre y sus traducciones al resto de idiomas es como se conoce a la isla en la actualidad. Los habitantes de este lugar, con independencia de su origen étnico, reciben el gentilicio de pascuenses.
A principios de agosto de 2018, el entonces presidente de Chile, Sebastián Piñera realizó una visita en la isla y ante un acto junto a lugareños anunció el pronto cambio del nombre oficial de la isla a Rapa Nui. Durante 2019 el Senado aprobó un proyecto de ley para que la nueva denominación fuera «Rapa Nui-Isla de Pascua», pero la Cámara de Diputados lo rechazó.
En su momento, también recibió el nombre de isla de San Carlos por el navegante español Felipe González Ahedo, que la denominó así en honor al rey Carlos III. Sin embargo, dicho nombre cayó en desuso a la vez que España abandonaba sus pretensiones sobre la isla.

## Historia
De acuerdo con la información del Museo Antropológico de Isla de Pascua hay tres etapas de poblamiento de la isla de Pascua:
1. Poblamiento temprano: Poblamiento entre los años 400 y 1200, en que construyen los centros ceremoniales ahu con o sin moái.[18][19] Estudios recientes descartan la existencia de este periodo.[20]
2. Fase ahu moai: Del 1200 a 1680, en que empiezan los conflictos entre linajes y el culto al tangata manu u hombre pájaro.[18][19] Estudios recientes consideran que este periodo es cuando se colonizó la isla.[20]
3. Fase huri moai: Desde 1680 hasta el contacto con los navegantes occidentales a partir de 1770 (aunque hubo un primer contacto en 1722).[18][19]

Esto es coherente con los estudios antropológicos, arqueológicos, genéticos y lingüísticos. Hacia 1200 comienza la etapa de mayor refinamiento de los ahu. Sigue mucha discusión respecto de fechas pero que Hotu Matua haya llegado en 1200 no parece estar acorde a lo que se sabe hasta ahora.

### Desarrollo de la cultura rapanui

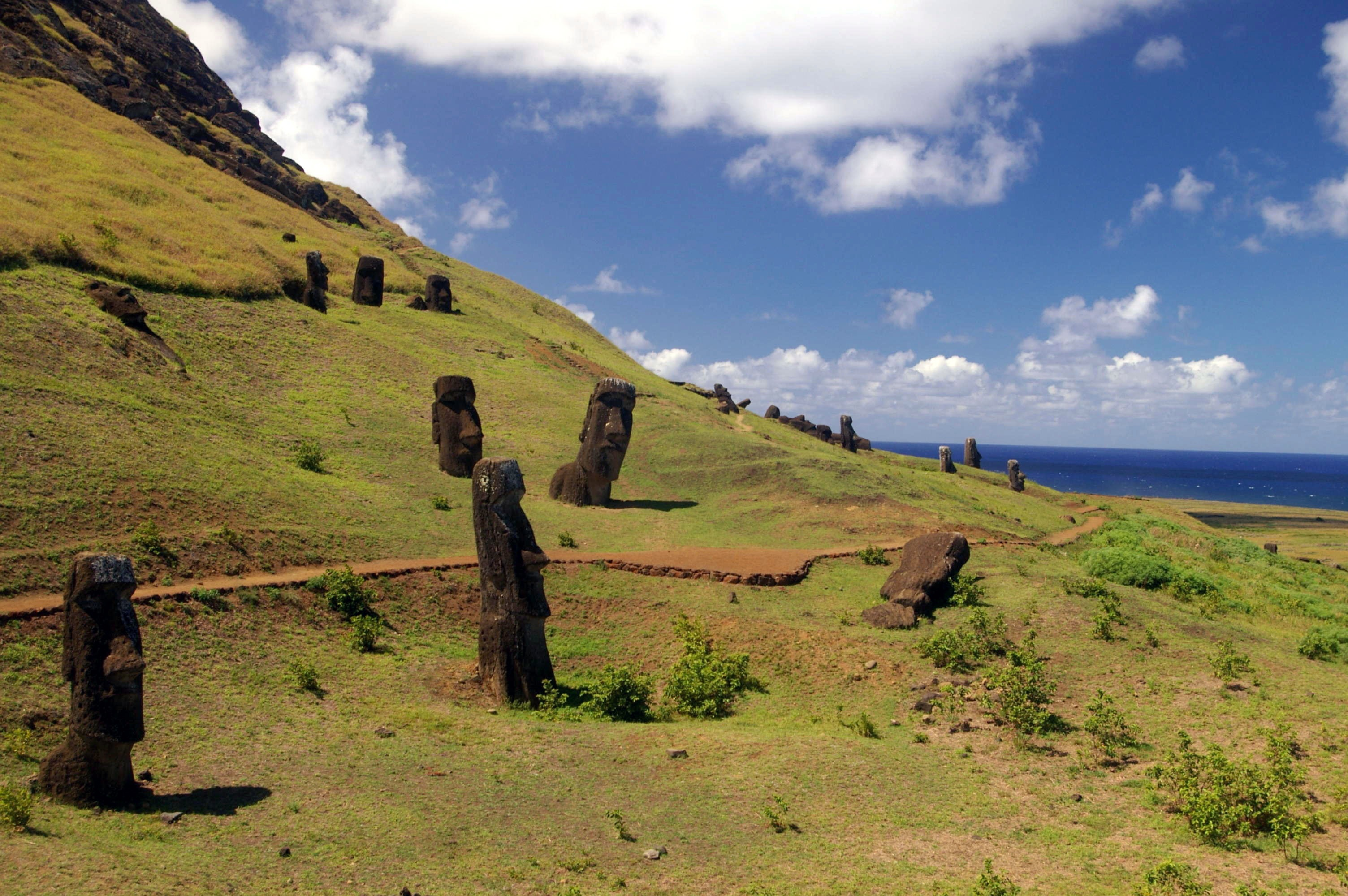
Ladera del Rano Raraku con una serie de moáis, estatuas creadas por los habitantes originarios o nativos de la isla.

Según la tradición oral, el pueblo rapanui habría llegado desde una mítica isla llamada Hiva, siendo guiados por Hotu Matu'a, su primer ariki, o rey, hacia el año 1200 de la Era Común. De acuerdo con las investigaciones arqueológicas, el origen de esta etnia provendría de la Polinesia, posiblemente desde las islas Marquesas. Teorías recientes postulan que la isla de Rapa Iti sería la mítica Hiva, de la cual habrían provenido los ancestros de los nativos de isla de Pascua, según la mitología pascuense.
La sociedad rapanui, gobernada por el ariki, que reclamaba ascendencia directa de los dioses, estaba dividida en tribus y con clases muy estratificadas. Cada tribu ocupaba una zona, siempre con franja costera (denominada en rapanui Kāinga). La mayor parte de la población vivía hacia el interior, junto a las áreas de cultivo. En el litoral establecían centros religiosos, políticos y ceremoniales (como en Anakena y Akahanga) y adoraban a los ancestros casi deificados representados por los moais. Todavía no se sabe cómo se realizó la construcción y desplazamiento de aquellas esculturas, de las que existen cerca de un millar.

### Dominio extranjero

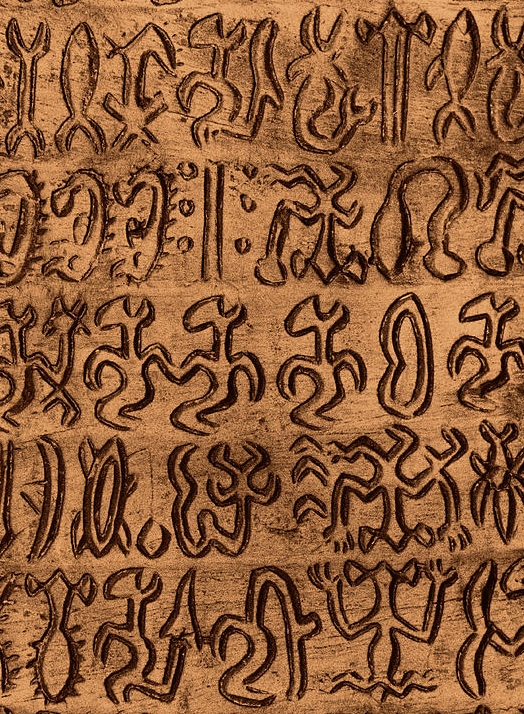
Símbolos rongo rongo, supuesto sistema de escritura aborigen.

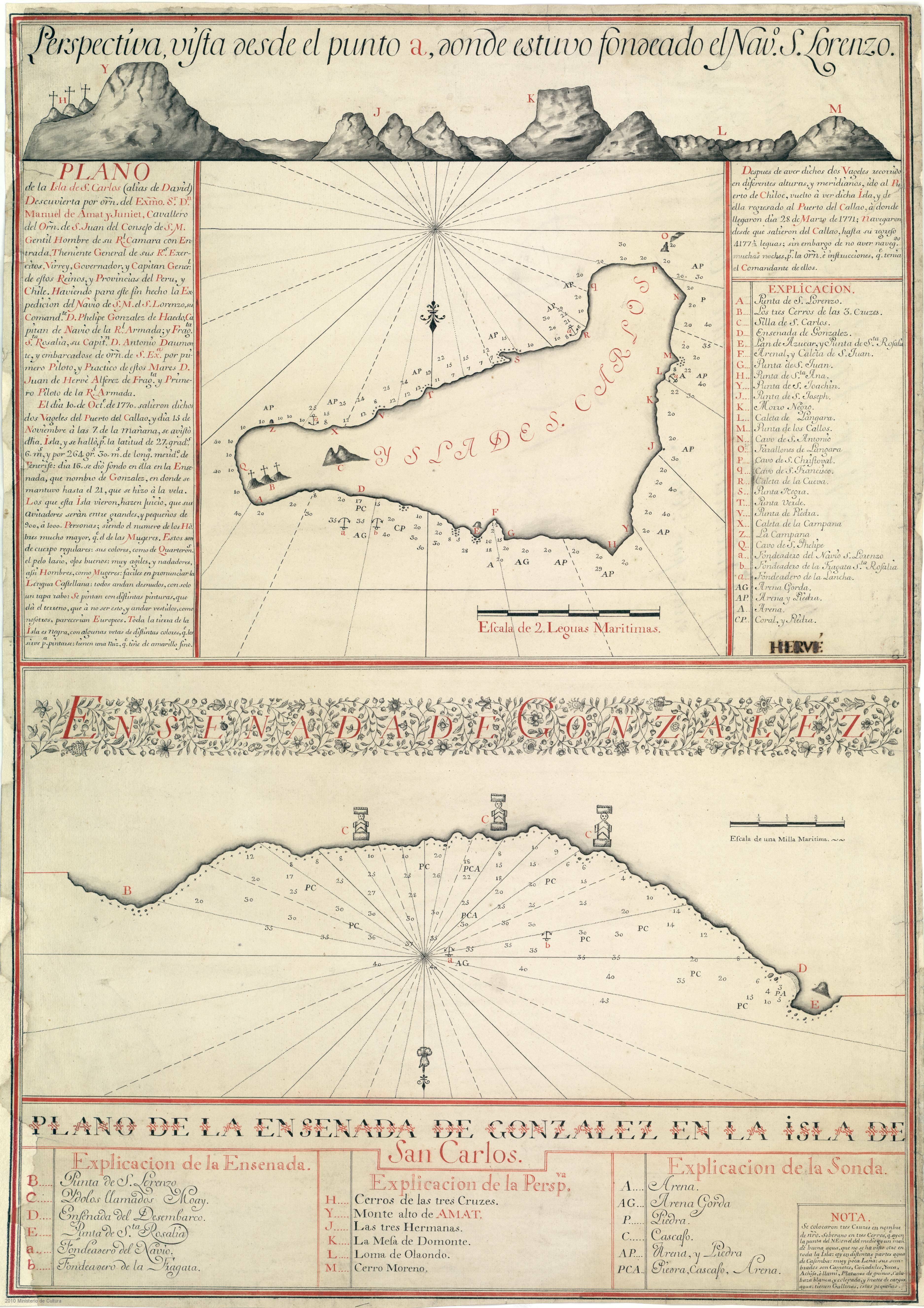
Cartografía de la isla de San Carlos (isla de Pascua) levantada durante la expedición de Felipe González Ahedo (1772). Museo Naval de Madrid.

Se estima que la población de Rapa Nui sufrió una crisis de sobrepoblación en los siglos XV y XVIII. Esto provocó guerras entre las tribus con la consiguiente destrucción de los altares ceremoniales y el abandono de las canteras en que se tallaban los moái. 
Los nativos padecieron las consecuencias de la sobreexplotación de los recursos naturales, en particular de la madera, lo que desencadenó la deforestación de la isla.
Sus habitantes comenzaron a vivir en cuevas para protegerse de las incursiones de grupos enemigos, que en ocasiones se realizaban con el objeto de practicar el canibalismo.
Otras fuentes consideran que las tribus de la ínsula iniciaron una especie de competición por erigir el mayor número de estatuas moais, utilizándose grandes cantidades de madera para transportarlas. Este hecho pronto desembocó en la deforestación del lugar, lo que impidió construir canoas con las que poder pescar, provocando así una guerra civil que culminó con la llegada de la facción golpista al poder.

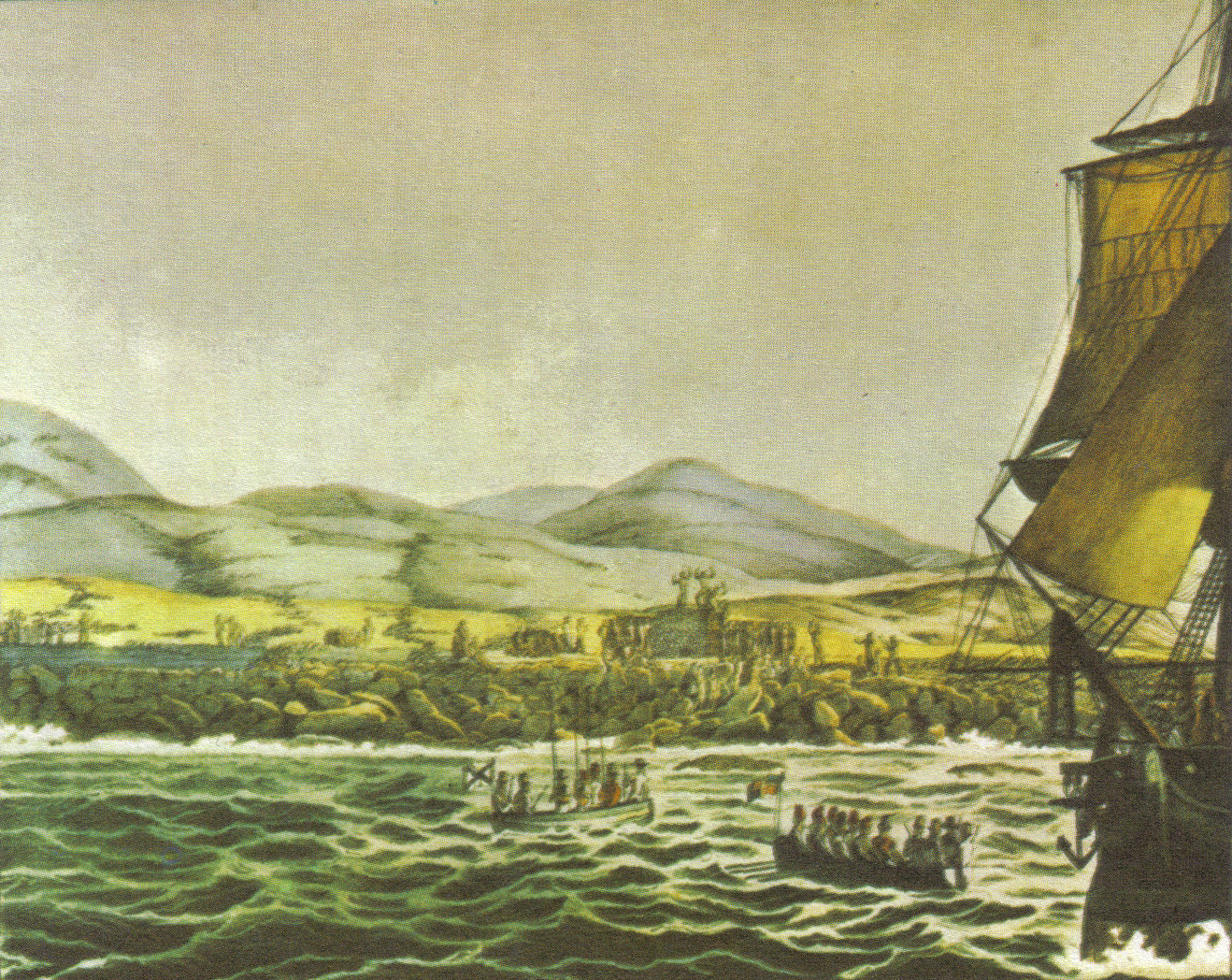
Diversas expediciones llegaron a la isla de Pascua. En la imagen, el barco ruso Rurik es recibido en 1816 por los pocos habitantes supervivientes.

Surge un nuevo ceremonial, el del Tangata manu ('hombre-pájaro'), en que los representantes de diferentes clanes competían para ser el primero en volver del islote Motu Nui con un huevo de manu tara (el gaviotín pascuense) para el jefe de su clan y así convertirlo en «hombre pájaro» por un año y darle al clan una posición preeminente durante ese periodo.

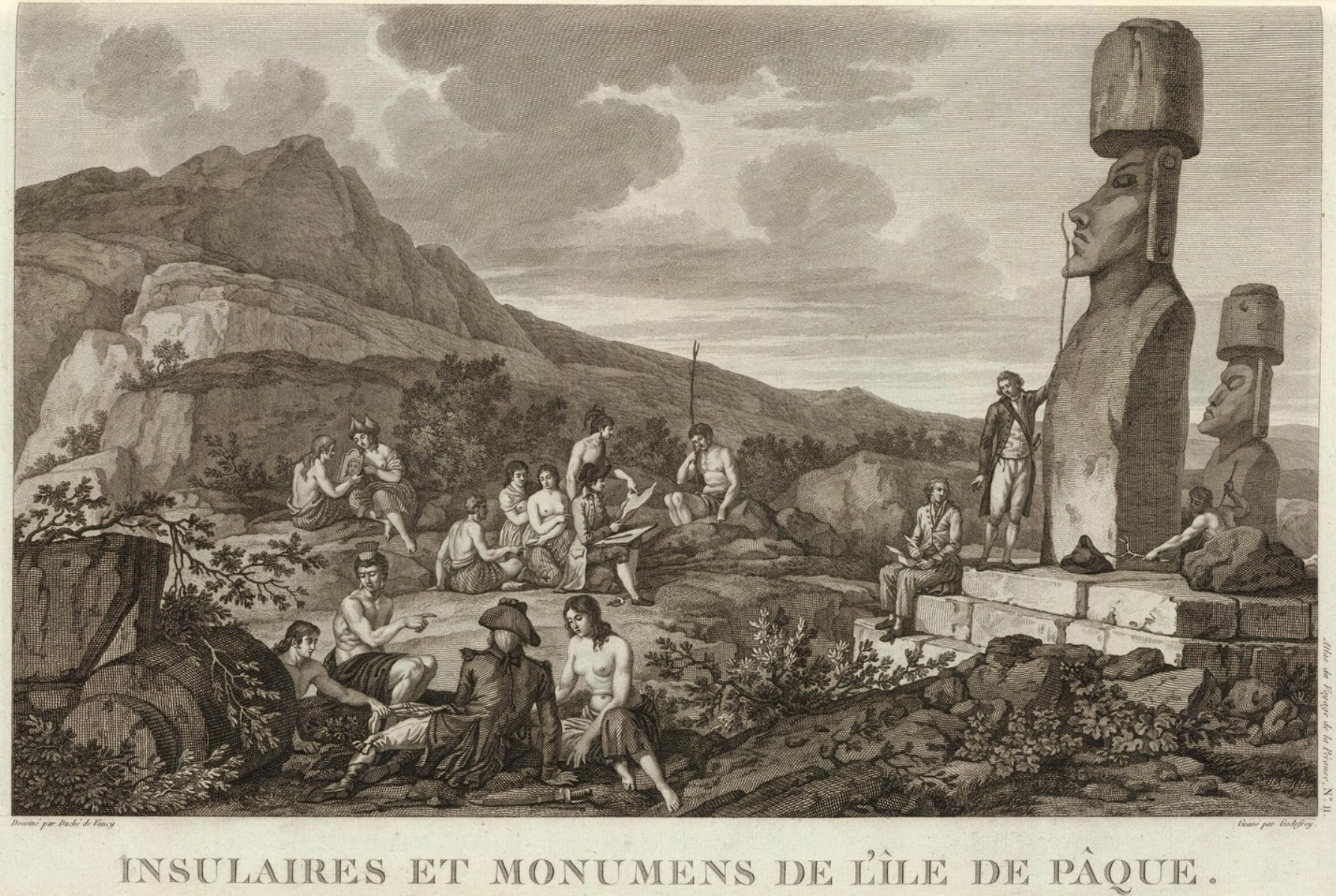
Grabado de La Pérouse en la Isla de Pascua en 1786.

Lo poco que se conoce de las tradiciones y costumbres rapanui se debe básicamente a los relatos de las diferentes expediciones europeas realizadas en el pasado. El primer contacto europeo documentado con la isla corresponde al realizado por el neerlandés Jacob Roggeveen en 1722. 
La segunda ocasión en que los europeos visitaron la isla no ocurriría hasta 1770, cuando arribó a la isla una expedición española ordenada por el virrey del Perú Manuel de Amat y Junyent. Bajo el mando de Felipe González de Ahedo recaló en la isla el 15 de noviembre de dicho año a bordo del navío San Lorenzo y la fragata Santa Rosalía, y llevó a cabo el primer levantamiento cartográfico de esta, bautizándola como isla de San Carlos en honor al rey Carlos III de España, tomando posesión de ella para la Corona Hispánica y erigiendo tres cruces en tres colinas de la isla como símbolo de la conquista. En la documentación elaborada por González de Ahedo, aparecen por primera vez dibujos de los moais. Además, los españoles levantaron un acta que incluye el primer registro en papel de la escritura rongo-rongo. De la toponimia elaborada por González de Ahedo, sólo se conserva en la actualidad el nombre de Punta Rosalía.
En 1776 Juan Ignacio Molina destacó a la isla por sus «monumentales estatuas» en el quinto capítulo sobre «Islas Chilenas» de su libro «Historia Natural y Civil del Reino de Chile».
Posteriormente, la isla fue visitada por otros europeos que utilizaron los mapas españoles, entre los que se encuentran James Cook (en 1774) y Jean-François de La Pérouse (en 1786). La isla de Pascua acabó convirtiéndose en un punto de recalada para los marinos que partían de Sudamérica en ruta hacia Oceanía.

### Esclavitud, robos, enfermedades y evangelización

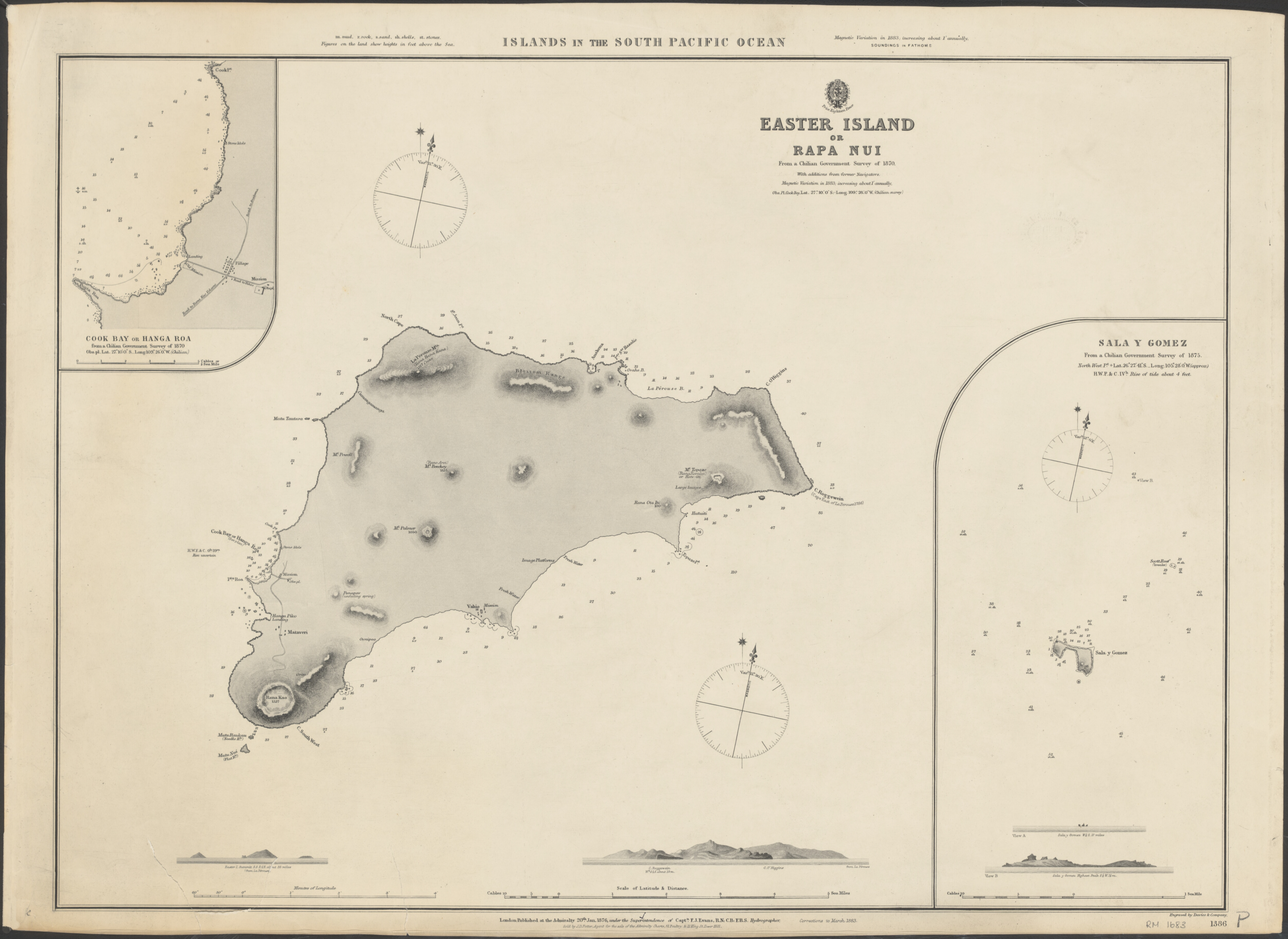
Mapa de la isla de Pascua y la Isla Salas y Gómez en 1870.

Un momento especialmente duro para los isleños fue la visita de esclavistas peruanos y de otras nacionalidades que vendieron a los rapanui en el puerto del Callao como esclavos en las haciendas y guaneras.
A finales de 1862, la tripulación del esclavista español Joan Maristany mató a decenas de isleños, incendió sus viviendas y plantíos y capturó al niño de seis años llamado Manu Rangi, heredero de la cabeza de Rapa Nui, junto con otros 349 rapanuis y los distribuyó en buques con diferentes rumbos para burlar el control de las autoridades peruanas. Entre 1862 y 1863, unos veinte barcos peruanos se llevaron más de 1500 isleños para venderlos como esclavos. Las incursiones concluyeron el 28 de abril de 1863 por decisión del gobierno peruano, que suspendió las licencias otorgadas y aprobó la repatriación de los sobrevivientes a su lugar de origen. Lamentablemente los sobrevivientes trajeron la lepra y otras enfermedades que causaron estragos entre los isleños.
El exterminio de la clase sacerdotal significó una enorme pérdida —entre otras cosas, la única escritura de la Polinesia (rongo rongo) ha permanecido indescifrable desde entonces. Además, al carecer de sacerdotes, el cristianismo pudo penetrar con mayor facilidad entre la población.
El moái sagrado Hoa Hakananai'a fue robado por los ingleses el 7 de noviembre de 1868. Se lo llevaron en el barco inglés HMS Topaze, capitaneado por Richard Ashmore Powell. Posteriormente, el 25 de agosto de 1869, lo desembarcaron en el puerto de Portsmouth, Reino Unido.Hasta la actualidad el moái robado permanece en el Museo Británico, negándose toda posibilidad de restituirlo a Rapa Nui.

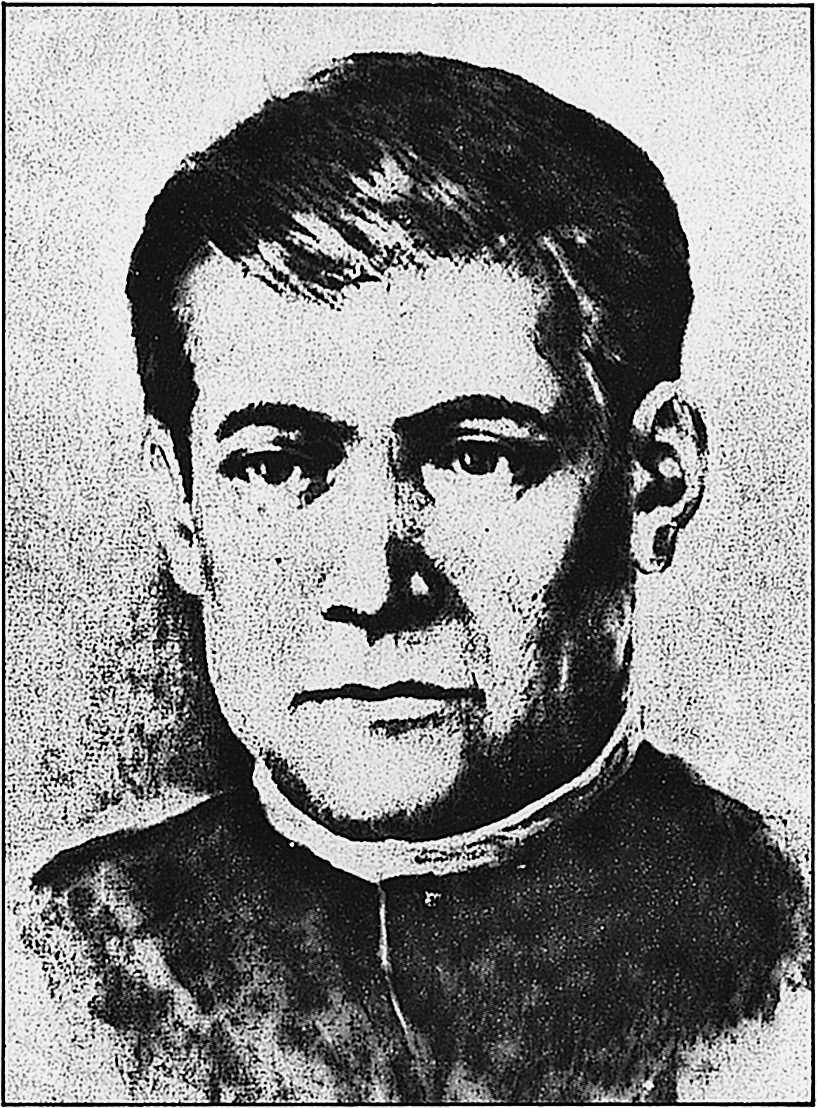
Eugenio Eyraud convirtió a todos los rapanui de la época al Catolicismo.

Por su parte Eugène Eyraud, llegado a la isla a principios de enero de 1864, dio noticia por primera vez de la existencia de las llamadas tablillas rongo-rongo.
Aunque tuvo una feroz oposición al principio, Eugenio Eyraud después de un tiempo llegó a ser muy popular e influyente entre los isleños rapanui. En octubre de 1866, Gaspar y Zumbohm Théodule Escolán se unieron a Eyraud y Roussel en su misión, y crear escuelas en Hanga Roa y Vaihu. 
El 22 de diciembre de 1866, Eyraud escribió:

"Las posibilidades de triunfo se muestran día a día cada vez más cierta, y la hora de la Providencia parece haber llegado para los habitantes de Isla de Pascua. La misión se estableció el momento en que el trabajo de destrucción tocado sus límites final: la destrucción en el orden material, la destrucción del orden moral.

Ayudó a ese año en lo que sería la última ceremonia de la Tangata Manu (hombre pájaro) de culto. 
Eyraud había contraído tuberculosis durante su primera visita a la isla, y murió el 23 de agosto de 1868, nueve días después que el último de los isleños pasado había sido bautizado.
Otras expediciones realizadas posteriormente llevaron enfermedades a la isla, lo que generó un despoblamiento masivo. Las epidemias de tuberculosis y viruela, así como la partida de unos 250 isleños con los misioneros católicos a Tahití, redujeron la población a un mínimo de 110 personas en 1877.

### Incorporación a la República de Chile

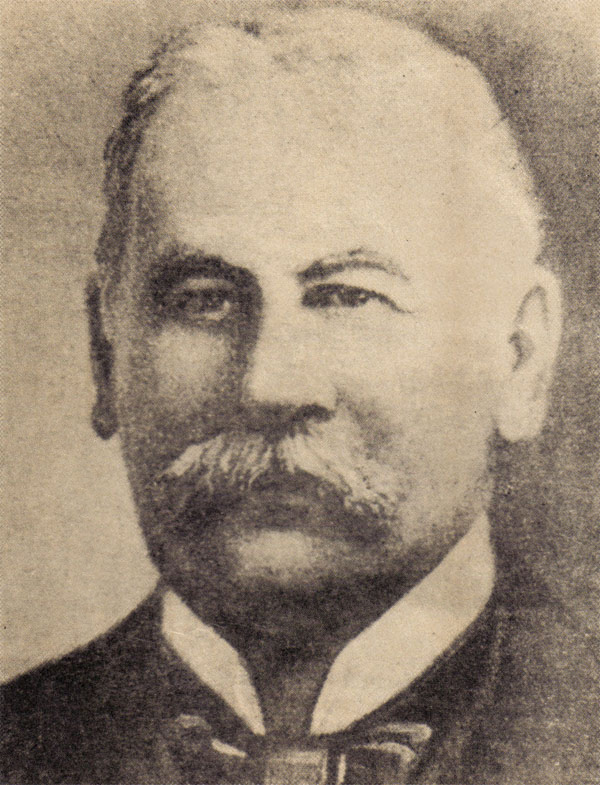
Policarpo Toro, encargado de la anexión de la isla a Chile en 1888.

En 1887 Chile toma acciones concretas para incorporar la isla al territorio nacional, a petición del capitán de la Armada de Chile, Policarpo Toro, quien se encontraba preocupado por la situación de desprotección de los rapanui desde hace décadas y comenzó por iniciativa propia a influenciar para que el hecho ocurriese. Policarpo, por medio de negociaciones, realizó la compra de terrenos en la isla a petición del obispo de Valparaíso, Salvador Donoso Rodríguez, dueño de 600 hectáreas, junto a los hermanos Salmon, Dutrou-Bornier y John Brander, de Tahití. El capitán chileno puso dinero de su propio bolsillo para este fin junto con las 6000 libras esterlinas enviadas por el gobierno chileno. Según la tradición rapanui, las tierras no se podían vender, sin embargo, terceros creían poseerlas y es a ellos a quienes se les compra para que no interfiriesen sobre los asuntos de la isla desde aquel momento.
En aquella época, la población rapanui alcanzaba números alarmantes, en un censo llevado a cabo por la corbeta chilena Abtao en 1892, solo quedaban 101 rapanui vivos, de los cuales solo 12 eran hombres adultos. La etnia rapanui, junto a su cultura, estuvo en su punto más cercano a la extinción.
Luego, el 9 de septiembre de 1888, gracias a las gestiones del Obispo de Tahití, Monseñor José María Verdier, se suscribió un Acta de Cesión y un Acta de Proclamación, conocidas en conjunto como el acuerdo de voluntades; en el acta de cesión el Consejo de Jefes Rapanui, encabezados por el Ariki Atamu Tekena, cedieron la soberanía de la isla al Estado de Chile, sin renunciar a sus títulos de jefes, a la propiedad de sus tierras, a la vigencia de su cultura y tradiciones y en igualdad de condiciones. Luego, en el acta de proclamación el capitán Policarpo Toro aceptó la cesión rapanui, en la forma y condiciones realizada por los isleños, cuestión que confirmó al gobierno en su retorno a Valparaíso.
Se redactó el documento en español y otro en rapanui mezclado con tahitiano.

### Conflicto con la compañía Williamson & Balfour (1895-1953)

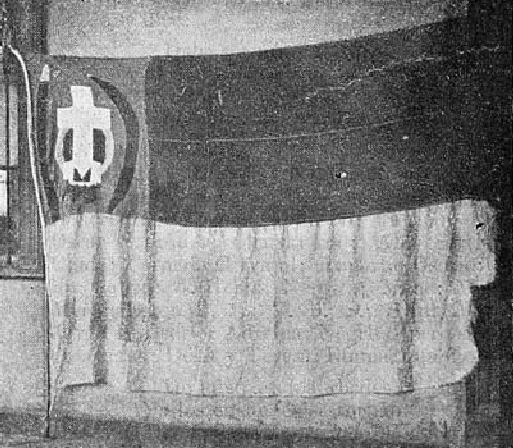
Bandera enarbolada por pascuenses antes de 1902 tomando el diseño de la bandera nacional e incorporando elementos representativos para los locales, entre ellos simbología católica. Fue encontrada por el buque escuela Baquedano el cual la llevó al museo de Valparaíso.

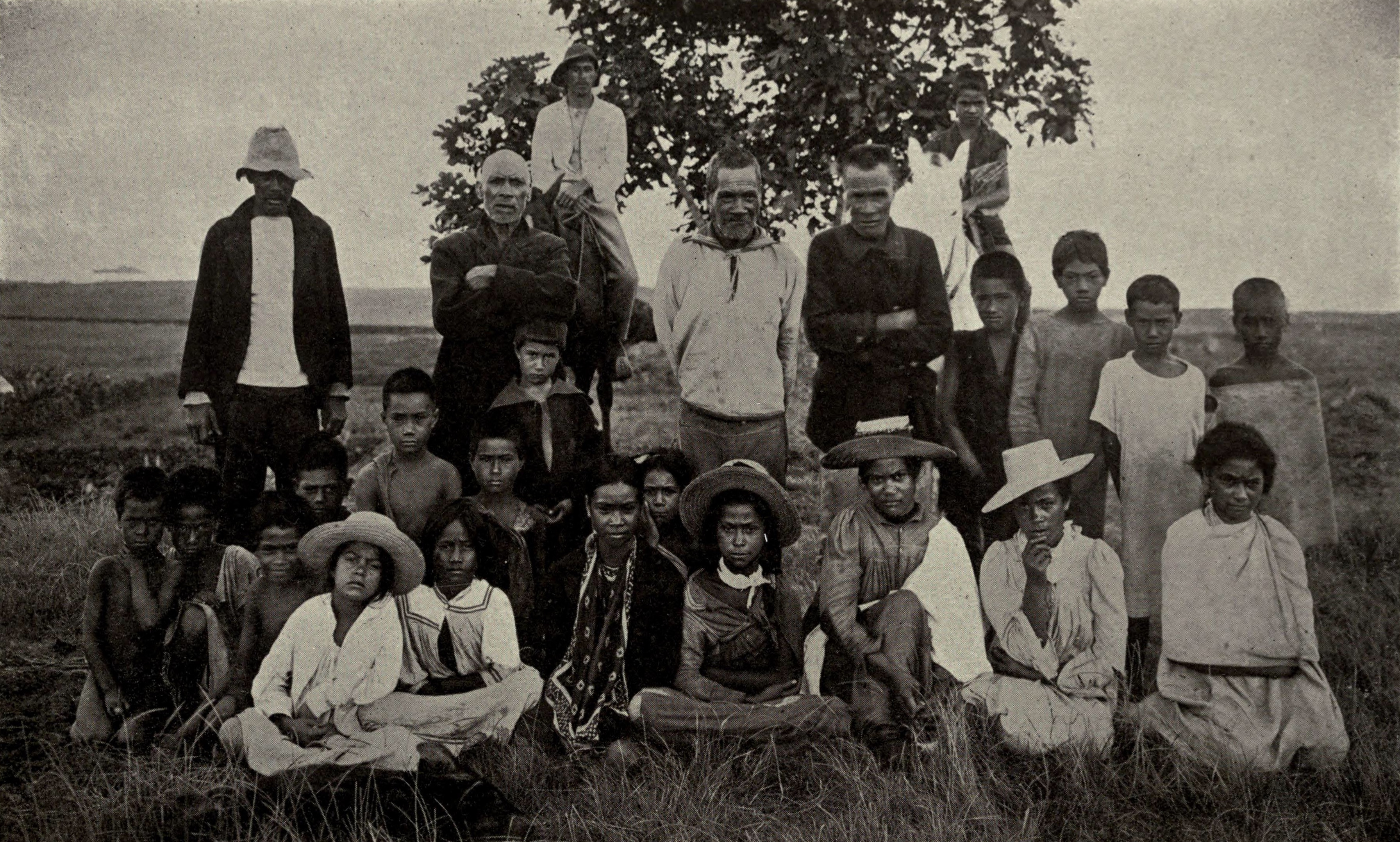
Habitantes de la isla de Pascua en torno al año 1909.

La anexión a Chile, junto con la abolición de la esclavitud en el Perú, trajo la ventaja de que los esclavistas extranjeros no se llevaran más habitantes de la isla. Sin embargo, en 1895 la Compañía Explotadora de Isla de Pascua de Enrique Merlet consiguió la concesión de toda la isla al haber fallado el plan colonizador del Estado tras la guerra civil de 1891 y el cambio de gobierno en el país. La compañía impuso prohibiciones a vivir y trabajar fuera de Hanga Roa e incluso al trabajo forzado de los isleños en la compañía, algo que fue evadido gracias a los "salvoconductos" que dio la Armada que permitían a los isleños atravesar toda la isla.

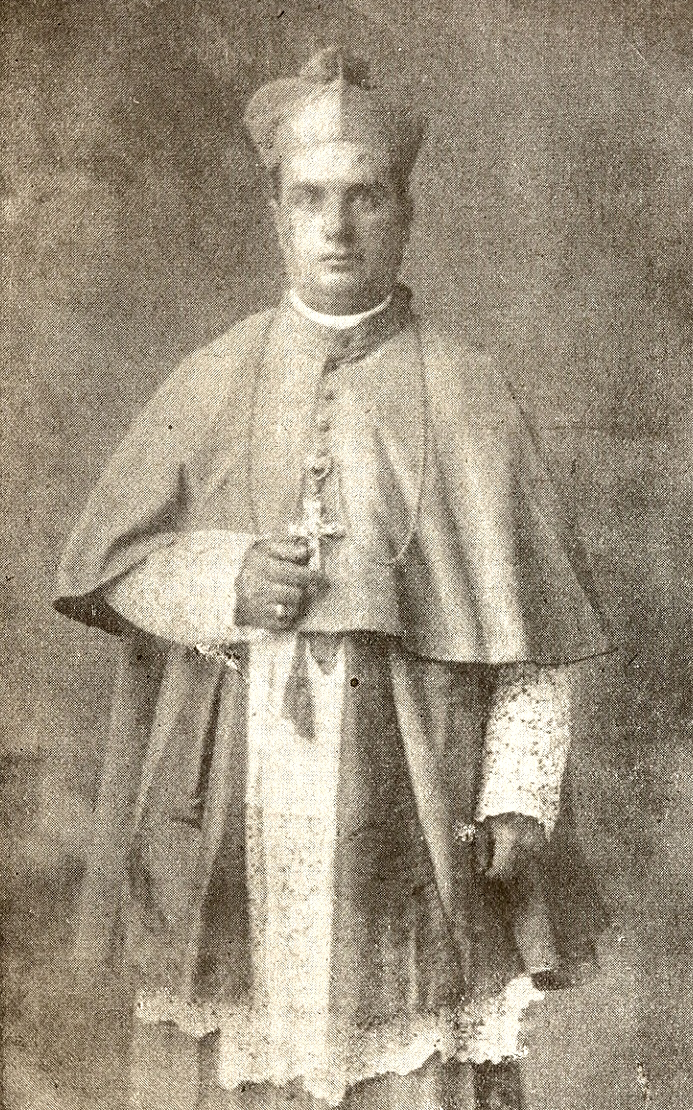
Monseñor Rafael Edwards Salas buscó proteger a los rapanui de los abusos de privados con la ayuda de la Armada de Chile y las facultades que tuvo por ser Vicario Castrense.

En 1914 se produjo un levantamiento de los nativos inspirado por la anciana catequista María Angata Veri Veri y dirigido por Daniel María Teave con el objetivo de que el Estado se hiciera cargo de la situación que generaba la compañía. La Armada responsabilizó a la compañía constatando "los actos brutales y salvajes" cometidos por Merlet y los administradores de la compañía y se solicitó una investigación.
En 1916 la isla es declarada subdelegación del Departamento de Valparaíso. En el mismo año el arzobispo Rafael Edwards Salas visitó la isla y se convirtió en el principal portavoz de las denuncias y reivindicaciones de los nativos. Sin embargo, el Estado chileno decidió renovar el arrendamiento a la Compañía, bajo la figura del denominado "Temperamento Provisorio", distribuyendo tierras adicionales a los nativos (5 ha por matrimonio a partir de 1926), destinando tierras para la administración chilena y estableciendo la presencia permanente de la Armada, que en 1936 fijó un reglamento según el cual, con permiso previo, los nativos podían salir de Hanga Roa a pescar o proveerse de combustible.
El obispo Rafael Edwards buscó que la isla fuese declarada "jurisdicción naval" con el objetivo de tener injerencia en ella como vicario castrense y de esta forma apoyar a la comunidad rapanui, creando mejores condiciones de vida.
En 1933, el Consejo de Defensa del Estado de Chile requirió la inscripción de la isla a nombre del Estado para así resguardarla de privados que querían inscribirla a su nombre.
En 1951, el oficial de la FACH, Roberto Parragué Singer, consigue unir Chile continental y la isla con un vuelo sin escalas en un PBY Catalina llamado Manutara, abriendo de este modo la ruta hacia el territorio insular. El mismo Parragué fomentó la ruta y creó un servicio de transporte aéreo una vez que se alejó de la institución castrense.
En 1953, Carlos Ibáñez del Campo canceló el contrato a la compañía por incumplimiento y, acto seguido, destinó la totalidad de la administración de la isla a la Armada de Chile.

### Modernización de la isla y derechos civiles (1953-presente)
Los isleños recién pudieron viajar fuera de la isla fácilmente desde la construcción del Aeropuerto Internacional Mataveri en 1965. Éste fue construido por la constructora Longhi, llevando en buques cientos de obreros, maquinaria pesada, tiendas y un hospital de campaña. Sin embargo, su uso no pasaba más allá de las operaciones de aerolíneas con pequeños grupos de turistas. Al mismo tiempo, en la isla funcionaba una estación de rastreo de la NASA, la cual dejó de operar en 1975.
Entre 1965 y 1970, la Fuerza Aérea de los Estados Unidos (USAF) se instaló en la Isla de Pascua, cambiando radicalmente la forma de vida de los rapanui, al familiarizarse con las costumbres de las sociedades de consumo del mundo desarrollado.
En abril de 1967 comenzaron a aterrizar vuelos de LAN Chile y la isla comenzó a orientarse hacia el turismo cultural. Desde entonces, las preocupaciones principales para los nativos fueron fortalecer cooperativas de producción y mercadeo, que recibieron apoyo estatal y recuperar sus tierras comunales.
En las escuelas se enseñó solamente español hasta 1966. Los isleños tienen derecho a la ciudadanía chilena desde ese mismo año con la Ley Pascua promulgada durante el gobierno de Eduardo Frei Montalva, que además creó la comuna de Isla de Pascua y el departamento dependiente de la provincia de Valparaíso e implementó el Registro Civil, se crearon los puestos de gobernador, alcalde y concejal, además de la 6.ª Comisaría de Carabineros de Chile, la primera compañía de bomberos de isla de Pascua, escuelas y un hospital. El primer alcalde fue electo y asumió en 1966 y fue Alfonso Rapu, quien dos años antes envió una carta al Presidente Frei influyendo para que creara la Ley Pascua.

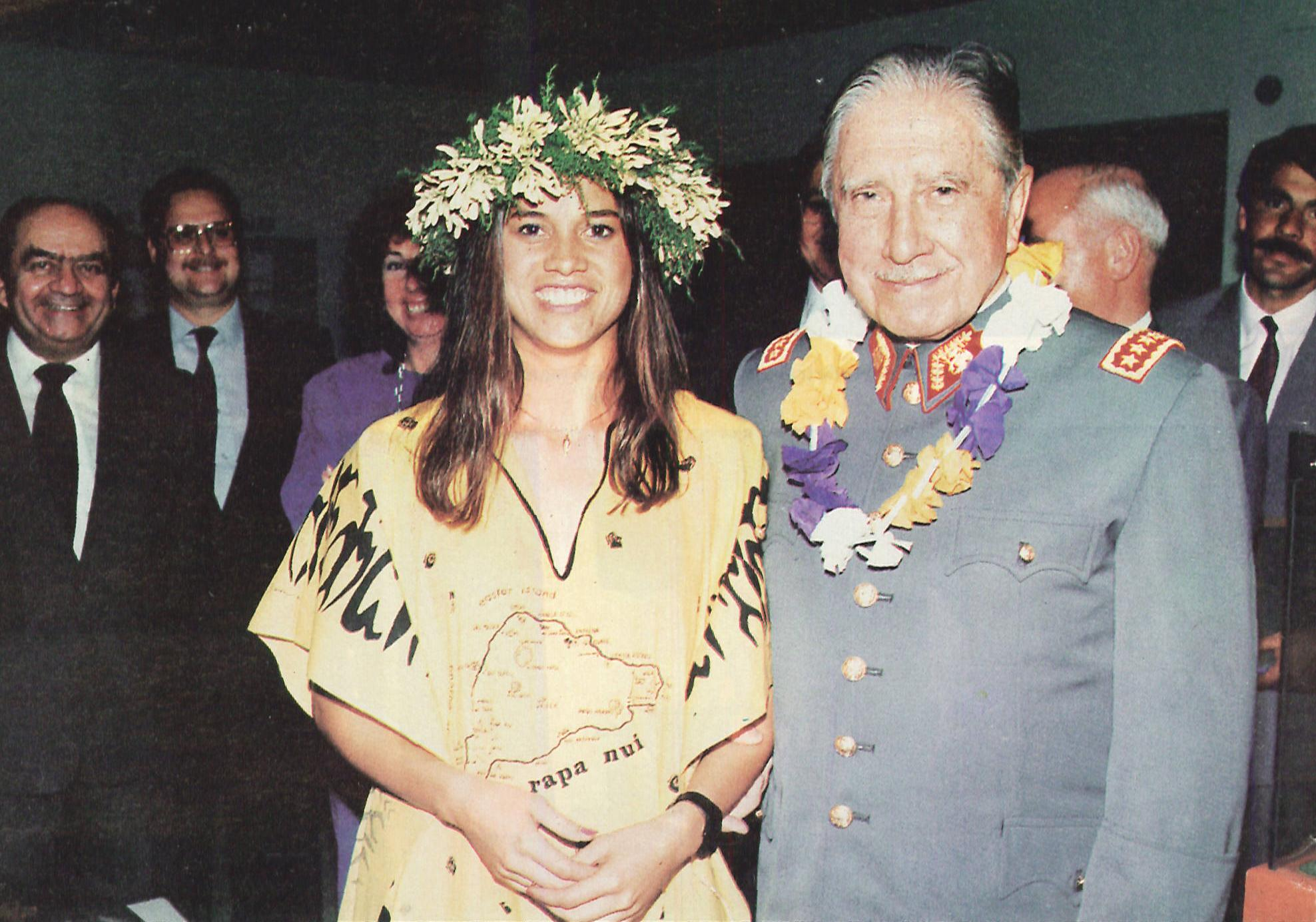
Augusto Pinochet posa con una joven rapanui.

El 24 de enero de 1975 llegó la televisión a la isla, con la inauguración de una estación local de Televisión Nacional de Chile que emitía la programación en diferido hasta 1996, fecha en que se iniciaron las transmisiones en directo vía satélite a la isla.
En 1976 se crea la provincia de Isla de Pascua con Arnt Arentsen Pettersen designado como primer gobernador entre 1976 y 1979. Entre 1984 y 1990 destaca la gestión del gobernador Sergio Rapu Haoa y desde entonces todos los gobernadores han sido rapanui.
En 1979 se promulga el Decreto Ley N.° 2.885, para entregar títulos de propiedad individual sobre la tierra a los poseedores regulares.
El 1 de abril de 1986 se promulga la ley N.° 18.502 que establece el subsidio especial al combustible en Isla de Pascua, diciendo "no podrá exceder en cada producto de 3,5 unidades tributarias mensuales por metro cúbico, cuyo valor podrá pagarse directamente o mediante la imputación de la suma respectiva al pago de determinados tributos".
El mismo año, por intermedio del entonces embajador de Estados Unidos en Chile, Harry Barnes, se decidió que, por la ubicación estratégica del Aeropuerto Internacional Mataveri y la baja densidad de tráfico aéreo, la pista era ideal para ser usada como alternativa de emergencia para el aterrizaje de los transbordadores espaciales. De esta manera, la pista se reparó y amplió a su longitud actual y se le equipó con electrónica avanzada para navegación aérea. Gracias a este proyecto, el turismo de la isla aumentó de manera explosiva.
Las tierras de la isla, administradas antiguamente por la Compañía Explotadora y posteriormente por el gobierno y la Armada de Chile, se comenzaron a administrar por isleños al final del siglo XX. En 1993 se crea la Comisión de Desarrollo de la Isla de Pascua, la cual reconoce legalmente al Consejo de Ancianos de Rapanui para consultas legales a los isleños. En 2003 Pedro Edmunds Paoa junto a otros isleños proponen el estatuto de territorio especial inserto en Chile. En 2005 el presidente de la República, Ricardo Lagos, envía al Congreso Nacional el proyecto de ley que incluye este estatuto especial para Rapa Nui y el archipiélago Juan Fernández en la Constitución. Esta ley finalmente se aprueba en 2007, como un hito sin precedentes en Chile.

## Geografía

Mapa topográfico de la isla de Pascua. Este mapa incluye también la localización de los Ahu.

La isla está ubicada en las coordenadas geográficas 27°7′10″S 109°21′17″O / -27.11944, -109.35472, localizándola aproximadamente en la latitud de la ciudad chilena de Caldera, aunque el punto del continente más próximo a la isla se ubica al sur, en la Punta Lavapié, Región del Biobío, a 3526 km de distancia. Además, se encuentra a 2075 km al este de las islas Pitcairn y a 4251 km de Papeete, la capital de la Polinesia Francesa. A 415 km de distancia, al noreste, se encuentra la también chilena isla Sala y Gómez.
Al sudoeste de isla de Pascua, se encuentran además tres islotes deshabitados que forman administrativamente parte de este mismo territorio:
- Motu Nui ('Isla grande' en rapanui): 3,9 hectáreas
- Motu Iti ('Isla pequeña' en rapanui): 1,6 hectáreas
- Motu Kao Kao ('Isla estirada' o 'isla alargada' en rapanui): 0,1 hectáreas

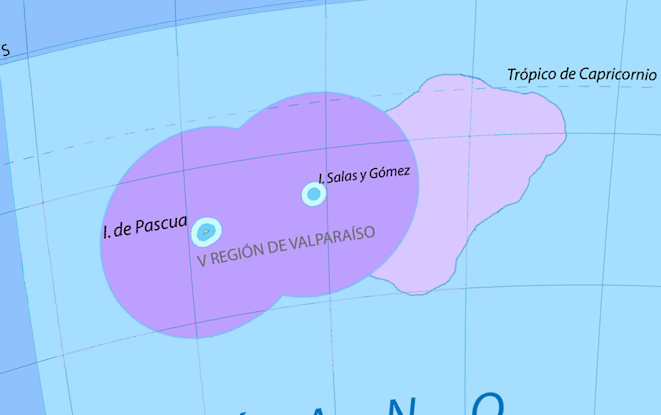
Isla de Pascua o Rapa Nui y la isla Salas y Gómez, deshabitada, también perteneciente a Chile, con sus aguas territoriales y su plataforma continental extendida.
Zona Económica Exclusiva y Plataforma Continental
Plataforma Continental Extendida

### Relieve
La isla tiene una forma de triángulo rectángulo con lados de 16, 17 y 24 kilómetros de «hipotenusa», correspondiente a la costa oriental. En cada vértice se ubican tres volcanes inactivos. Al norte se encuentra el Maunga Terevaka, que con 511 metros de altitud es el punto más alto de la isla; por el sudeste se ubica la península del Poike, con su volcán principal, el Puakatiki, con 377 m de altura, y al sudoeste se encuentra el cráter del Rano Kau con 324 m, en cuyo interior existen diversas lagunas. Otros cerros de importancia son el Rano Aroi y el Rano Raraku.
El resto de la isla corresponde a lomajes y laderas. La costa, en tanto, es escarpada y rocosa con una serie de islotes cercanos, como el Motu Nui, Motu Iti y Motu Kao Kao en el extremo sudoeste, el islote Motu Tautara en la costa poniente y el Motu Marotiri en la costa occidental. Las únicas excepciones son la costa frente a Hanga Roa y el sector de Anakena, donde se ubica la playa del mismo nombre y la playa de Ovahe.

### Clima

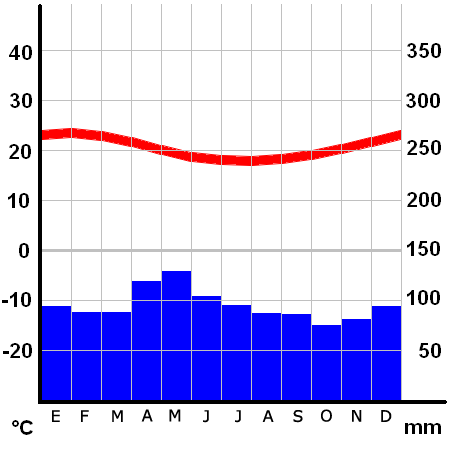
Climograma de isla de Pascua.

La isla posee un clima tropical fresco; este es un raro clima tropical propio de islas oceánicas de latitudes intermedias (por ejemplo Bermudas), pues fusiona temperaturas suaves durante todo el año e inviernos muy suaves, carentes de heladas o frío extremo. La isla de Pascua y la isla Sala y Gómez son los únicos lugares de Chile donde impera un clima tropical; su régimen térmico muestra en toda su magnitud la influencia oceánica: escasa oscilación térmica tanto diaria como anual. 
Las precipitaciones, por su parte, se distribuyen regularmente durante todo el año; estas son de origen convectivo, particularmente en la estación estival; aunque durante el invierno, la presencia de algunos sistemas de bajas presiones trae consigo precipitaciones de origen frontal. La temperatura promedio anual es de 20,5 °C alcanzando su máximo de 23,7 °C en febrero y el mínimo de 18,0 °C durante agosto.
Se han realizado estudios sobre la escasez hídrica que actualmente sufre la isla. Actualmente, el principal recurso líquido de la isla son los pozos subterráneos y el agua embotellada.
| Clima de isla de Pascua |      |      |      |       |       |       |      |      |      |      |      |      |        |
|                         | Ene  | Feb  | Mar  | Abr   | May   | Jun   | Jul  | Ago  | Sep  | Oct  | Nov  | Dic  | Año    |
| Temperatura media (°C)  | 23.3 | 23.7 | 23.1 | 21.8  | 20.3  | 18.8  | 18.2 | 18.0 | 18.4 | 19.2 | 20.4 | 21,8 | 20.5   |
| Precipitación (mm)      | 92,2 | 86,9 | 86,4 | 117,5 | 127,9 | 102,3 | 93,9 | 85,5 | 84,3 | 73,1 | 80,0 | 92,4 | 1124,7 |

| Parámetros climáticos promedio de La isla de Pascua             | Parámetros climáticos promedio de La isla de Pascua | Parámetros climáticos promedio de La isla de Pascua | Parámetros climáticos promedio de La isla de Pascua | Parámetros climáticos promedio de La isla de Pascua | Parámetros climáticos promedio de La isla de Pascua | Parámetros climáticos promedio de La isla de Pascua | Parámetros climáticos promedio de La isla de Pascua | Parámetros climáticos promedio de La isla de Pascua | Parámetros climáticos promedio de La isla de Pascua | Parámetros climáticos promedio de La isla de Pascua | Parámetros climáticos promedio de La isla de Pascua | Parámetros climáticos promedio de La isla de Pascua | Parámetros climáticos promedio de La isla de Pascua |
| Mes                                                             | Ene.                                                | Feb.                                                | Mar.                                                | Abr.                                                | May.                                                | Jun.                                                | Jul.                                                | Ago.                                                | Sep.                                                | Oct.                                                | Nov.                                                | Dic.                                                | Anual                                               |
| --------------------------------------------------------------- | --------------------------------------------------- | --------------------------------------------------- | --------------------------------------------------- | --------------------------------------------------- | --------------------------------------------------- | --------------------------------------------------- | --------------------------------------------------- | --------------------------------------------------- | --------------------------------------------------- | --------------------------------------------------- | --------------------------------------------------- | --------------------------------------------------- | --------------------------------------------------- |
| Temp. máx. abs. (°C)                                            | 36                                                  | 36                                                  | 36                                                  | 35                                                  | 30                                                  | 35                                                  | 31                                                  | 32                                                  | 32                                                  | 32                                                  | 32                                                  | 33                                                  | 36                                                  |
| Temp. máx. media (°C)                                           | 27.0                                                | 27.3                                                | 26.9                                                | 25.4                                                | 23.4                                                | 22.0                                                | 21.3                                                | 21.2                                                | 21.7                                                | 22.5                                                | 23.9                                                | 25.4.                                               | 24.0                                                |
| Temp. media (°C)                                                | 23.3                                                | 23.6                                                | 23.1                                                | 21.8                                                | 20.2                                                | 18.8                                                | 18.2                                                | 18.0                                                | 18.3                                                | 19.1                                                | 20.4                                                | 21.8                                                | 20.6                                                |
| Temp. mín. media (°C)                                           | 19.8                                                | 20.2                                                | 19.9                                                | 18.9                                                | 17.7                                                | 16.5                                                | 15.7                                                | 15.4                                                | 15.5                                                | 16.0                                                | 17.3                                                | 18.4                                                | 17.6                                                |
| Temp. mín. abs. (°C)                                            | 15                                                  | 16                                                  | 7                                                   | 3                                                   | 10                                                  | 7                                                   | 9                                                   | 7                                                   | 10                                                  | 3                                                   | 7                                                   | 12                                                  | 3                                                   |
| Precipitación total (mm)                                        | 72.8                                                | 84.8                                                | 95.6                                                | 120.7                                               | 152.9                                               | 106.3                                               | 105.1                                               | 93.8                                                | 86.8                                                | 68.0                                                | 74.0                                                | 86.4                                                | 1147.2                                              |
| Horas de sol                                                    | 291.4                                               | 245.8                                               | 238.7                                               | 195.0                                               | 176.7                                               | 155.0                                               | 151.9                                               | 173.6                                               | 183.0                                               | 220.1                                               | 219.0                                               | 263.5                                               | 2513.7                                              |
| Humedad relativa (%)                                            | 79                                                  | 80                                                  | 80                                                  | 80                                                  | 79                                                  | 79                                                  | 79                                                  | 79                                                  | 79                                                  | 78                                                  | 79                                                  | 79                                                  | 79                                                  |
| Fuente n.º 1: Universidad de Chile (normals and sunshine hours) |                                                     |                                                     |                                                     |                                                     |                                                     |                                                     |                                                     |                                                     |                                                     |                                                     |                                                     |                                                     |                                                     |
| Fuente n.º 2: Weatherbase                                       |                                                     |                                                     |                                                     |                                                     |                                                     |                                                     |                                                     |                                                     |                                                     |                                                     |                                                     |                                                     |                                                     |

### Geología

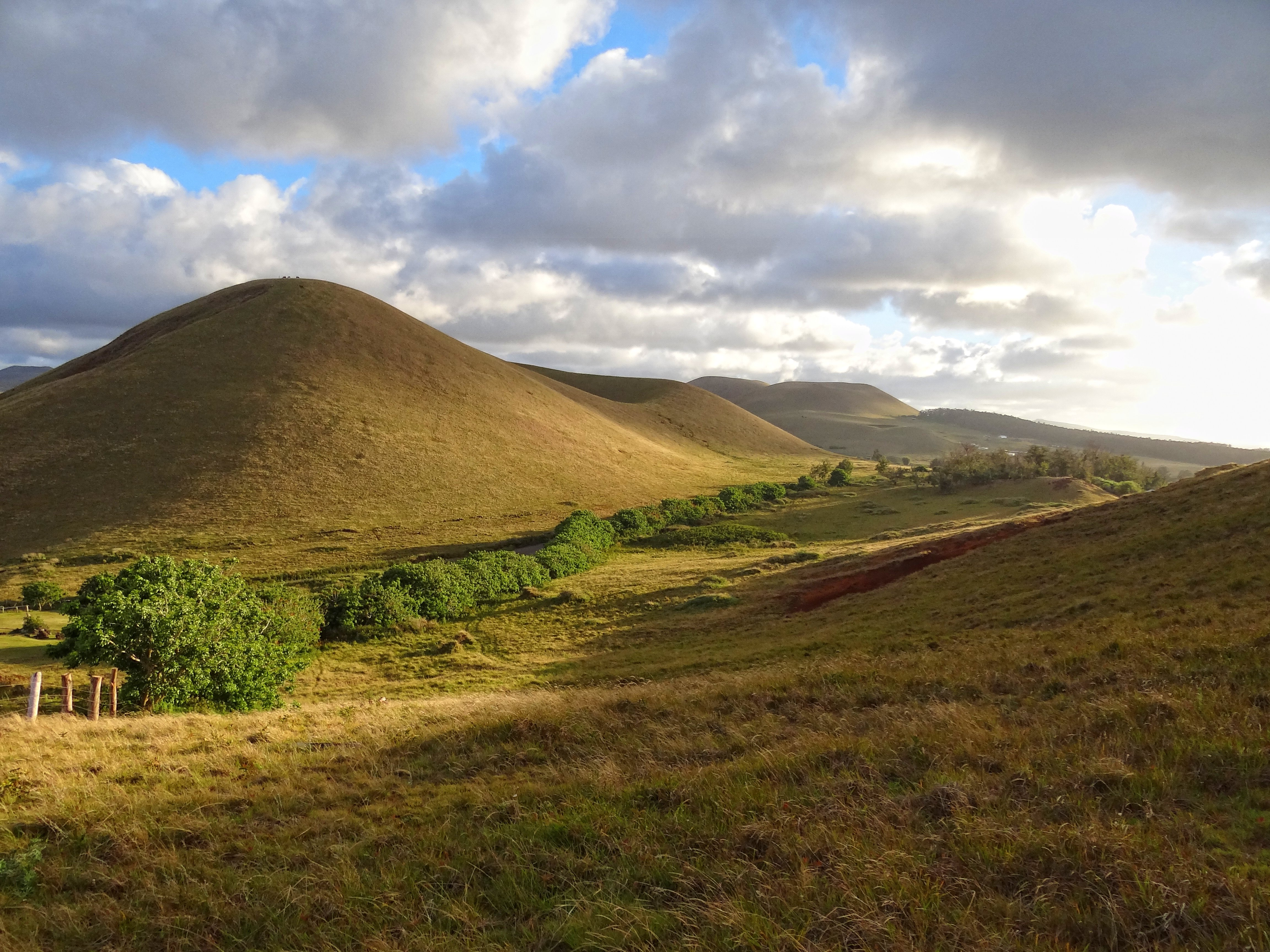
Paisaje típico de la Isla de Pascua; volcanes extintos y redondeados cubiertos de baja vegetación.

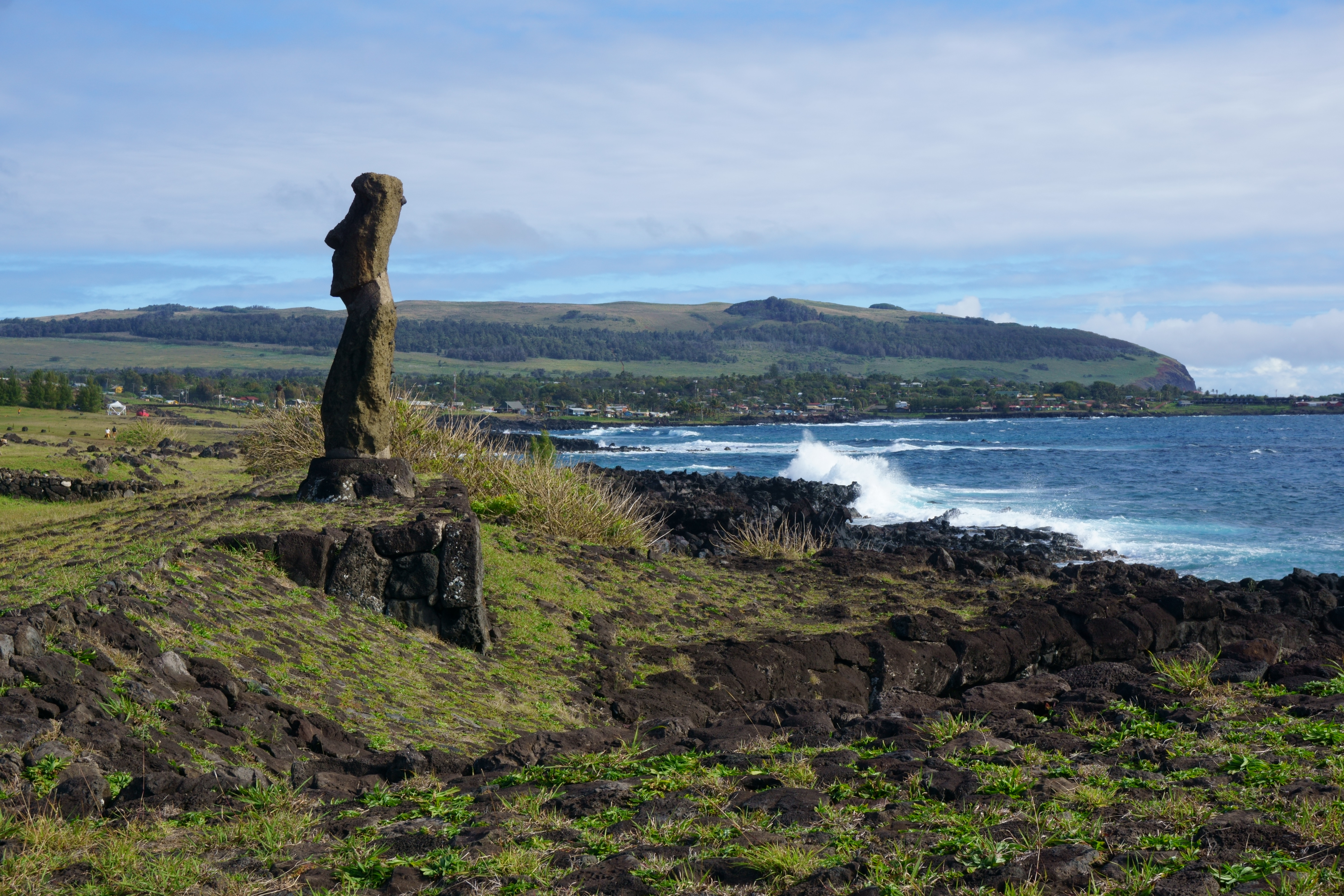
Las costas son rocosas y existen pocas playas en la isla, la mayor es la playa Anakena.

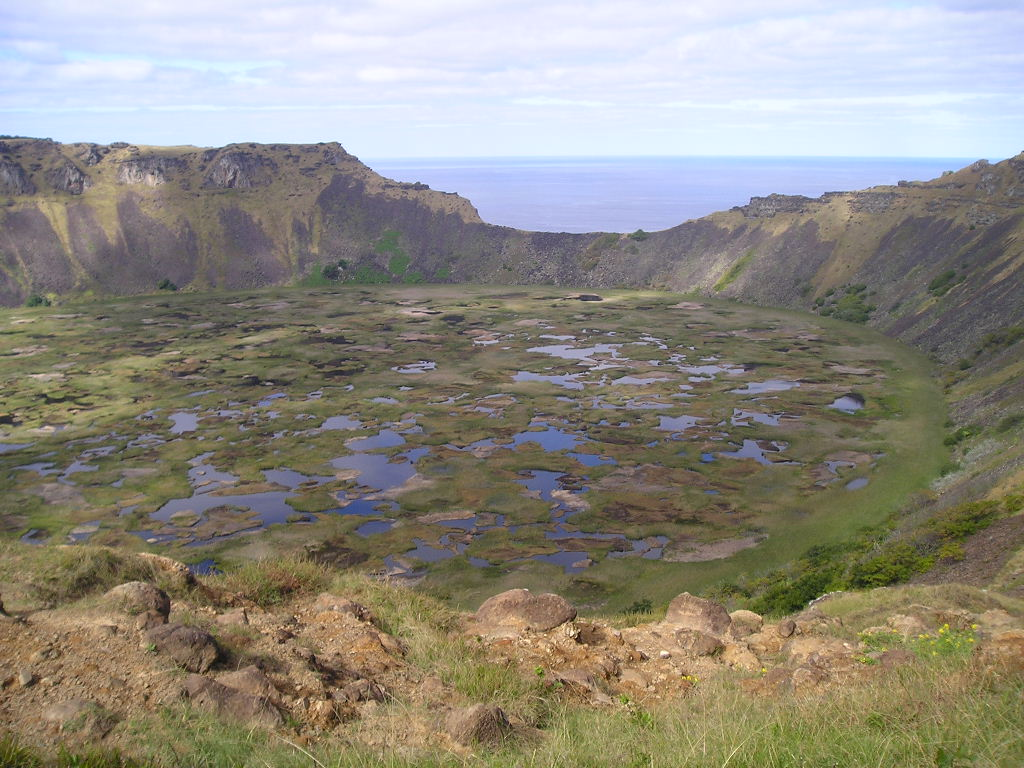
Vista de la caldera volcánica de Rano Kau.

La isla de Pascua es de origen volcánico y está compuesta por tres volcanes coalescentes. Estos tres volcanes principales son: Terevaka, Poike y Rano Kau. La disposición de estos volcanes y la fuerte erosión que han sufrido le dan a la isla su forma triangular. El volcán Terevaka domina en términos de volumen y superficie. En tiempos prehistóricos el volcán Poike solía ser una isla aparte hasta que lavas de Terevaka la unieron a la isla principal. Aparte de estos tres volcanes principales, existen varios volcanes menores y geoformas volcánicas como el cráter de Rano Raraku, el cono de escoria de Puna Pau y varias cuevas volcánicas, incluyendo tubos de lava.
Las rocas de la isla son principalmente hawaiitas y basaltos, ambos ricos en hierro y con afinidades a las rocas del archipiélago de Colón. También hay rocas piroclásticas como la toba volcánica de las cuales están hechos la mayoría de los moais. El volcán Terevaka es más joven que Poike y Rano Kau. Estos dos últimos han terminado eventualmente su actividad con la intrusión respectiva de traquitas y riolitas. El vulcanismo en la isla de Pascua es geológicamente reciente al tener menos de 0,7 millones de años de antigüedad. El vulcanismo más joven de la isla se concentra en pequeños rifts distribuidos a lo largo de la Isla. De estas, las lavas más jóvenes se hallan en Hiva-Hiva 3 km al norte de Hanga Roa y tienen menos de 2000 años de antigüedad. El hecho de tener erupciones registradas en el Holoceno, es decir en los últimos 10 000 años, clasifica a la isla como un volcán activo según la definición del vulcanólogo Alexandru Szakács.
La isla de Pascua e islotes adyacentes como Motu Nui y Motu Iti forman la cima de una gran cadena submarina de volcanes que se levanta más de 2000 metros sobre el fondo del océano. La isla de Pascua se encuentra en la parte occidental de la cadena a la que también pertenecen la isla Salas y Gómez. La cadena volcánica de isla de Pascua, también llamada cadena de Salas y Gómez, corre de oeste a este en donde conecta con la cordillera submarina de Nazca, que está siendo subducida bajo el Perú. Las dos cordilleras se encuentran dentro de la Placa de Nazca atravesándola de un lado a otro. El extremo occidental de la cadena volcánica de isla de Pascua está constituido por un grupo de volcanes submarinos ubicados al oeste de la isla de Pascua, en donde destacan los montes Moai y Pukao que están bajo el nivel del mar, además de algunos campos volcánicos de escasa elevación en el fondo marino. El término occidental de la Cadena está muy cerca de la Dorsal del Pacífico Oriental y la pequeña Placa de Pascua.
La causa del vulcanismo en la isla de Pascua y los volcanes de la cadena volcánica de la isla de Pascua es un tema muy debatido entre científicos. Algunos han propuesto la existencia de una pluma del manto que estaría creando un punto caliente debajo de la isla, otros proponen la existencia de una "línea caliente" en vez de un punto caliente producido por un "rollo de manto" en vez de una pluma del manto. También se ha propuesto que la cadena volcánica haya sido producto de la propagación de una fractura, de un rift oceánico juvenil, y de un "canal-pluma" que se extendería desde Salas y Gómez hacia el oeste.

## Flora y fauna

### Historia agraria
En el siglo V, según la tradición oral, los primeros colonizadores polinésicos de la isla habrían introducido varias especies de plantas comestibles, medicinales, y de usos diversos. Además, otras plantas fueron introducidas posteriormente, por ejemplo, la piña (ananas comosus). Las más destacadas son: el taro (Colocasia esculenta), camote o batata (Ipomoea batatas), piña, plátano (Musa paradisiaca), papaya (Carica papaya), mahute o morera de papel (Broussonetia papyrifera), ñame (Dioscorea alata), caña de azúcar (Saccharum officinarum), marikuru (Sapindus saponaria), ti (Cordyline fruticosa), y calabaza (Lagenaria siceraria). Con el tiempo, en la isla se logró producir 20 variedades de batatas, 20 de taro, 20 de ñame, y 10 de plátanos.

### Flora

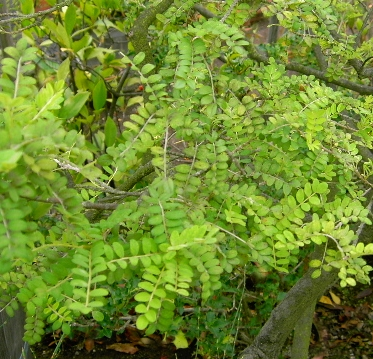
El toromiro, el único árbol endémico de la isla que ha sobrevivido.

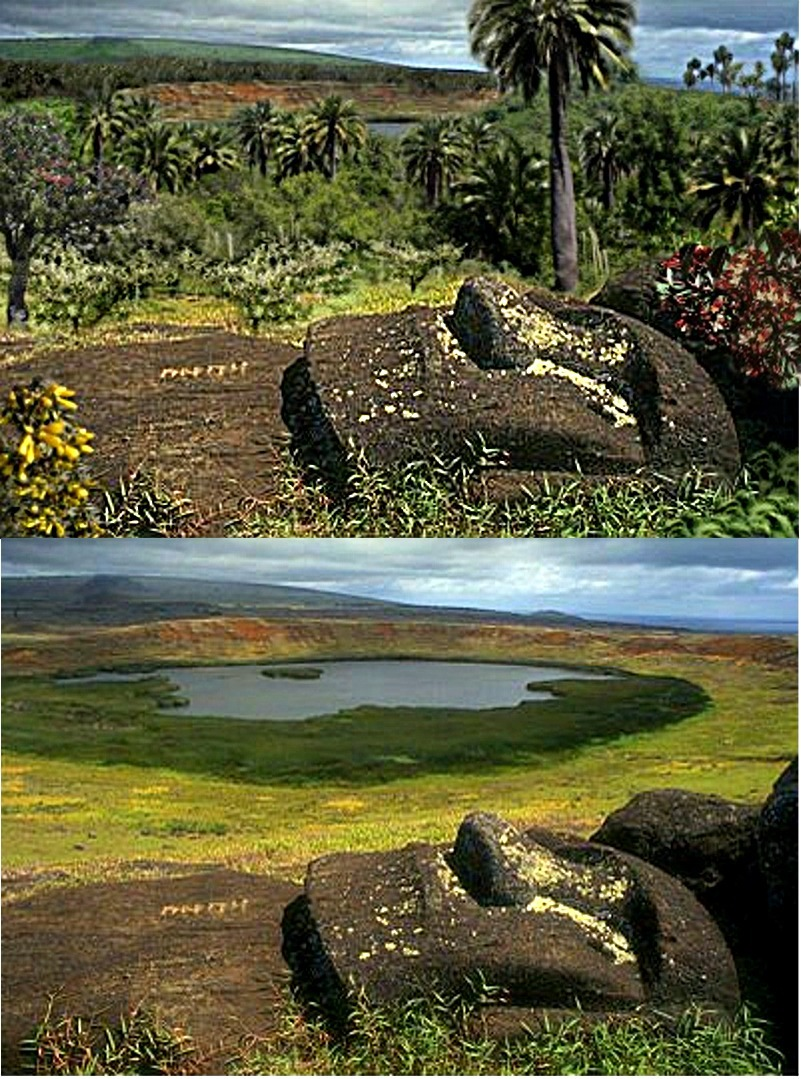
Arriba recreación del paisaje ancestral de Rano Raraku —con Paschalococos o Jubaea, Sophora toromiro y Santalum, entre otras especies— y debajo imagen actual.

En cuanto a la flora se puede encontrar la palma chilena y otras especies de palmeras, ya que la isla de Pascua posee un clima tropical apto para el crecimiento de estas plantas. Un árbol nativo de la isla que fue exterminado por su sobreexplotación es el toromiro, el que ahora está siendo nuevamente reintroducido en la isla. El otro árbol autóctono, a punto de desaparecer en estado silvestre, es el hau hau (Triumfetta semitriloba), la corteza del cual era aprovechada para la fabricación de cuerdas. Estudios paleobotánicos revelan que la isla tuvo diversos biomas, incluyendo praderas de helechos y bosques de palmeras gigantes Paschalococos disperta, emparentada con la palma chilena Jubaea chilensis.

### Fauna
La fauna de la isla e islotes adyacentes es variada, se puede encontrar piqueros blancos (Sula dactylatra), ratas polinésicas (Rattus exulans) y la langosta de Juan Fernández (Jasus frontalis), aparte de gorriones, gaviotas, anémonas de varias especies y perdices chilenas del sur. La fauna terrestre silvestre de isla de Pascua es muy pobre desde el punto de vista de su diversidad, lo que la diferencia notablemente de otras islas polinésicas. 
De gran importancia son dos especies de pequeños reptiles, un Gekkonidae (Lepidodactylus lugubris) conocido localmente como moko uru-uru kau y una lagartija Scincidae (Cryptoblepharus poecilopleurus paschalis, antes nombrada Cryptoblepharus boutoni paschalis) llamada moko uri uri. Ocasionalmente, aparecen en Hanga Roa la tortuga verde (Honu) (Chelonia mydas japonica), y la tortuga carey (Eretmochelys imbricata bissa). Las aves marinas de importancia son kena (Sula dactylatra), tavake (Phaethon rubricauda), makohe (Fregata minor), kakapa (Pterodroma arminjoniana), y kuma (Puffinus nativitatis). Existen dos gaviotines (Onychoprion lunatus) y (Onychoprion fuscatus) y gaviotín albo o kia kia (Gygis alba), los cuales eran parte de la tradición del tangata-manu (hombre pájaro). Registros fósiles anunciaron que también poseyó garzas, búhos, taguas y loros endémicos.

### Ecología

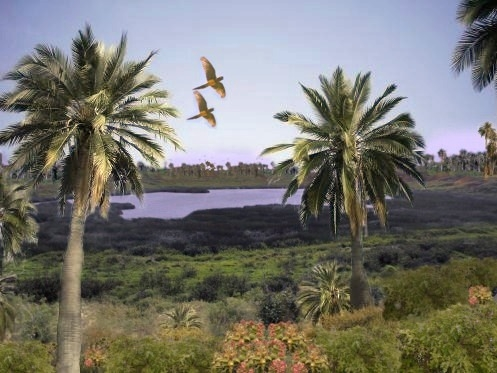
Rapa Nui: recreación digital de su antiguo paisaje, con bosque tropical y palmeras.

La isla de Pascua, junto con su vecino más cercano, la pequeña y deshabitada isla Sala y Gómez, conocida entre los rapanui como Motu Motiro Hiva, y ubicada 415 km hacia el este, está reconocida por biólogos como una ecorregión única. Los bosques húmedos de árboles de hoja ancha tropicales y subtropicales originales han desaparecido completamente al día de hoy; sin embargo, estudios paleobotánicos de fósiles y polen y el descubrimiento de moldes de árboles dejados por corrientes de lava indican que la isla estaba forestada, con un amplio espectro de árboles, arbustos, helechos y hierbas. 
Una gran palmera (Paschalococos disperta), emparentada con la palma chilena (Jubaea chilensis), era una de las especies dominantes, junto con el árbol toromiro (Sophora toromiro). La palmera se ha extinguido, sin embargo, tanto el Real Jardín Botánico de Kew como el Jardín Botánico de Gotemburgo están intentando reintroducir el toromiro (extinto en la naturaleza) en la isla.

La imagen general que se obtiene de la isla de Pascua es uno de los ejemplos más extremos de destrucción forestal en el Pacífico, y uno de los más extremos en el mundo: todo el bosque ha desaparecido, con todas sus especies extinguidas.

Diversos estudios botánicos han demostrado que antes de la llegada del humano, durante cientos de miles de años, y al menos durante los primeros tiempos de la colonización humana, la isla estuvo cubierta de bosques con árboles altos. A la llegada de Jakob Roggeveen, sin embargo, estaba convertida en un terreno árido y baldío. Actualmente hay pocos árboles en la isla, y los que hay forman pocas veces pequeños grupos. Parece ser que el bosque de palmeras original fue deforestado por los nativos, usando su madera para erigir las estatuas de los moáis.

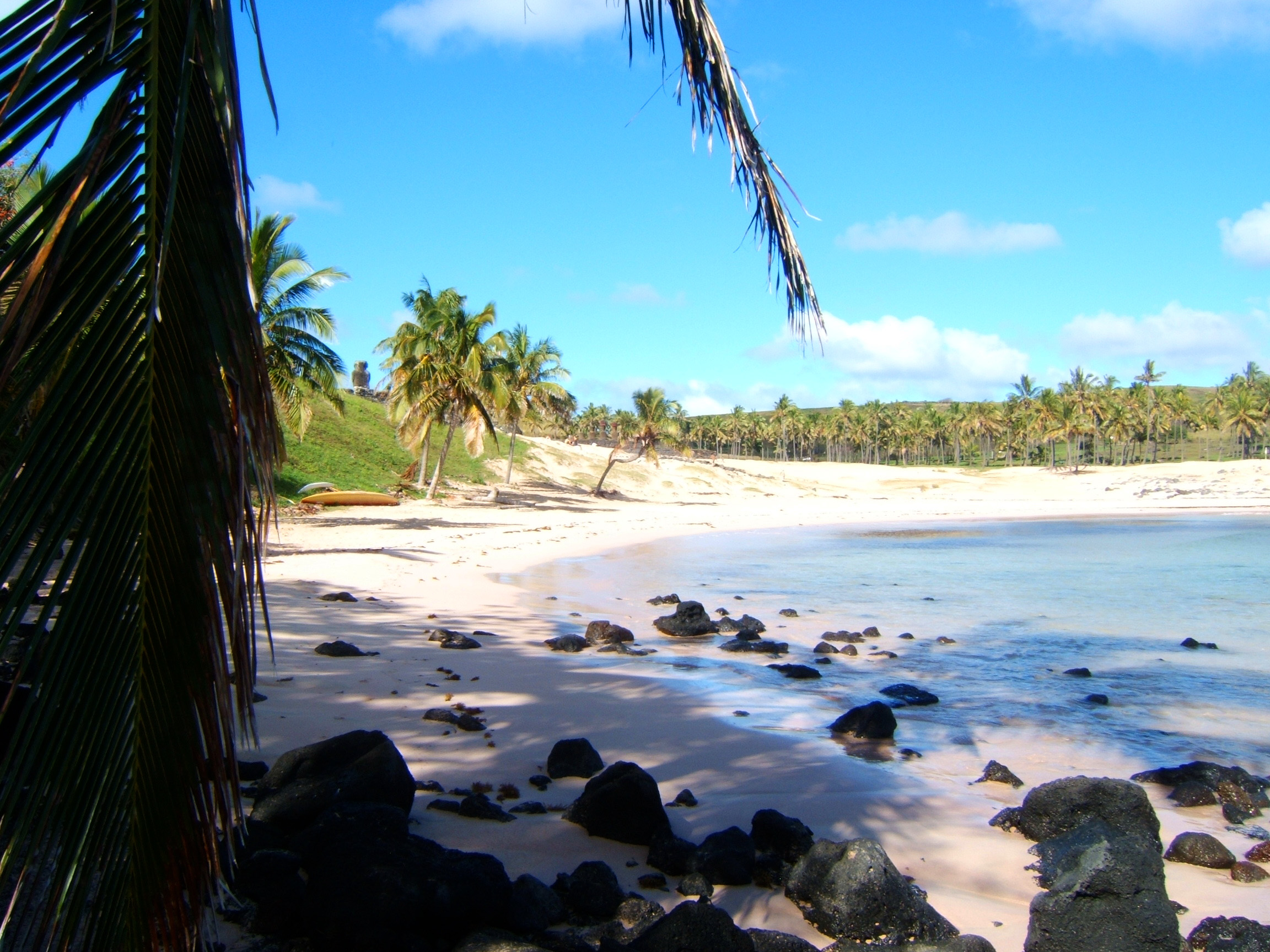
Playa Anakena

Por arqueología experimental se ha demostrado claramente[cita requerida] que algunas estatuas fueron erigidas en la cantera sobre marcos de madera con forma de "Y" llamados miro manga erua, para después ser transportados a sus destinos finales en ahu ceremoniales. Sin embargo, consideraciones como la latitud de la isla dejan entrever que efectos climáticos de la Pequeña Edad de Hielo (entre 1650 y 1850) pueden haber contribuido a la deforestación, aunque no está demostrado que así haya sido.
La isla es citada como muestra del daño que el hombre puede hacerle a sus hábitats con la deforestación intensiva, lo que termina destruyendo al ecosistema por completo, y como ejemplo de ecocidio, conformando un colapso ecológico que ocasionó el colapso social del pueblo rapanui antes de la llegada de los colonizadores. Un ejemplo de este empleo ocurre en la película documental Home.

## Demografía
La isla tiene una población actual de 7750 habitantes según datos del censo de 2017, de los cuales el 60 % son chilenos continentales, y el 40 % de etnia polinésica, aunque esta cifra varía críticamente según los habitantes no estacionarios, básicamente turistas. A los locales se les denomina rapanui. Casi la totalidad de los mismos habitan en el único núcleo poblacional, Hanga Roa. El idioma oficial de facto es el español, pero parte importante de la población habla el rapanui.

## Gobierno y administración

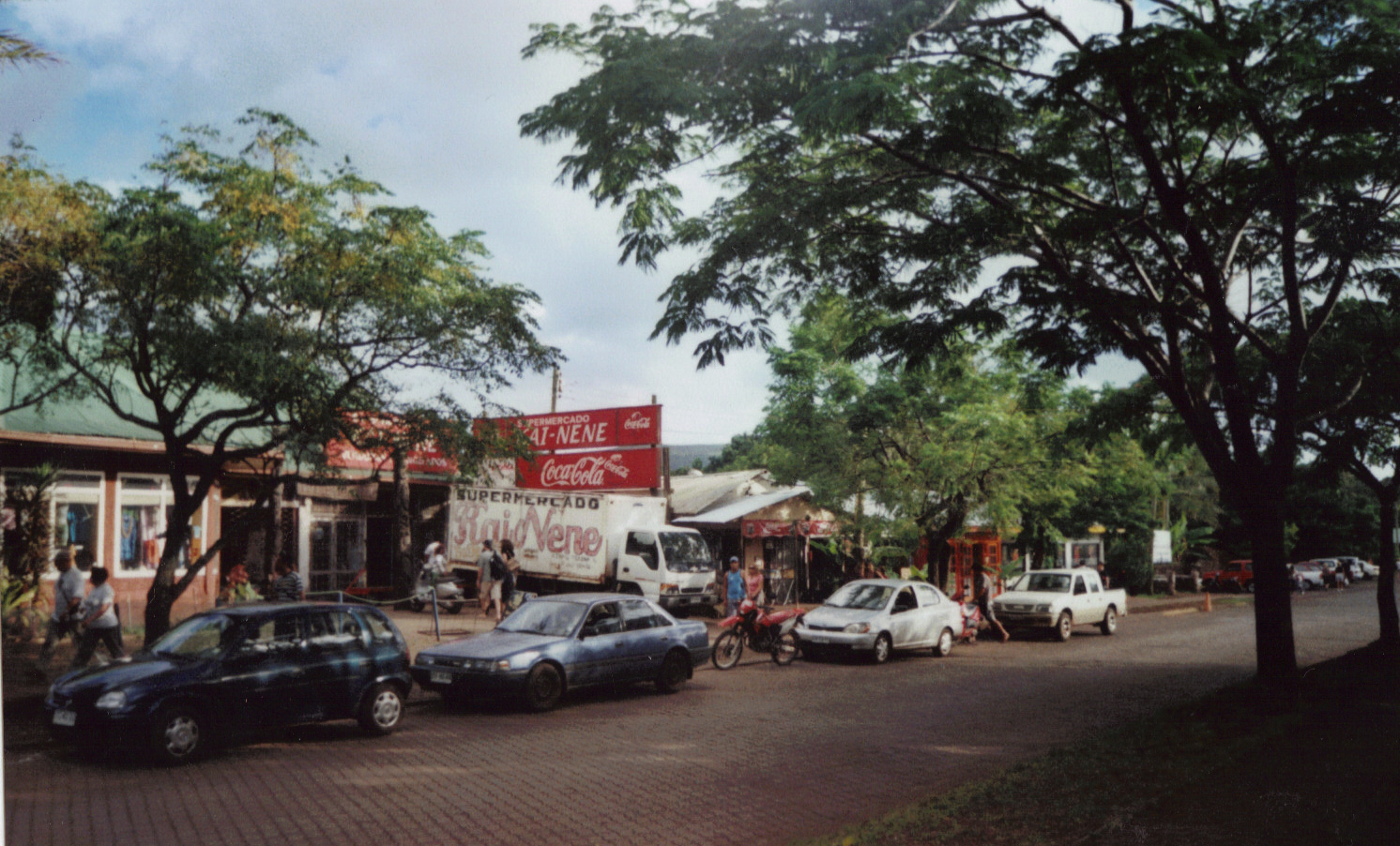
Calle principal: "Avenida Atamu Tekena" en la ciudad de Hanga Roa, año 2008.

La isla corresponde, político-administrativamente, a la comuna de isla de Pascua y a la provincia homónima, pertenecientes a la Región de Valparaíso.
Sin embargo, tras la reforma constitucional de 2007, Rapa Nui es considerado como un "territorio especial", y su gobierno y administración debe ser determinado por un estatuto especial, establecido en la ley orgánica constitucional respectiva, por dictarse. Mientras no entre en vigencia, tal estatuto continuará rigiéndose por las normas comunes en materia de división político-administrativa y de gobierno y administración interior del Estado.

### Autonomía

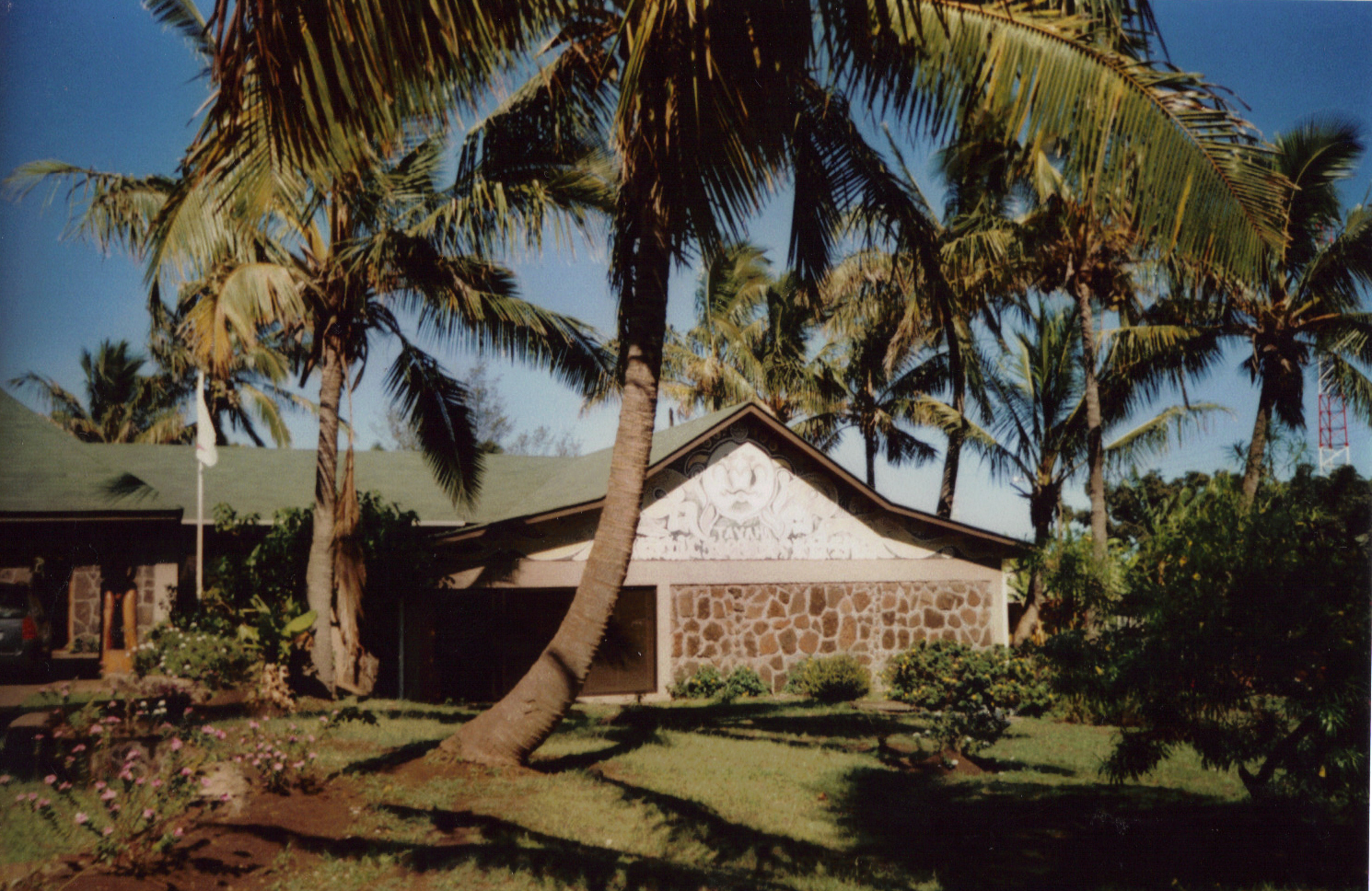
Municipalidad de Isla de Pascua en Hanga Roa.

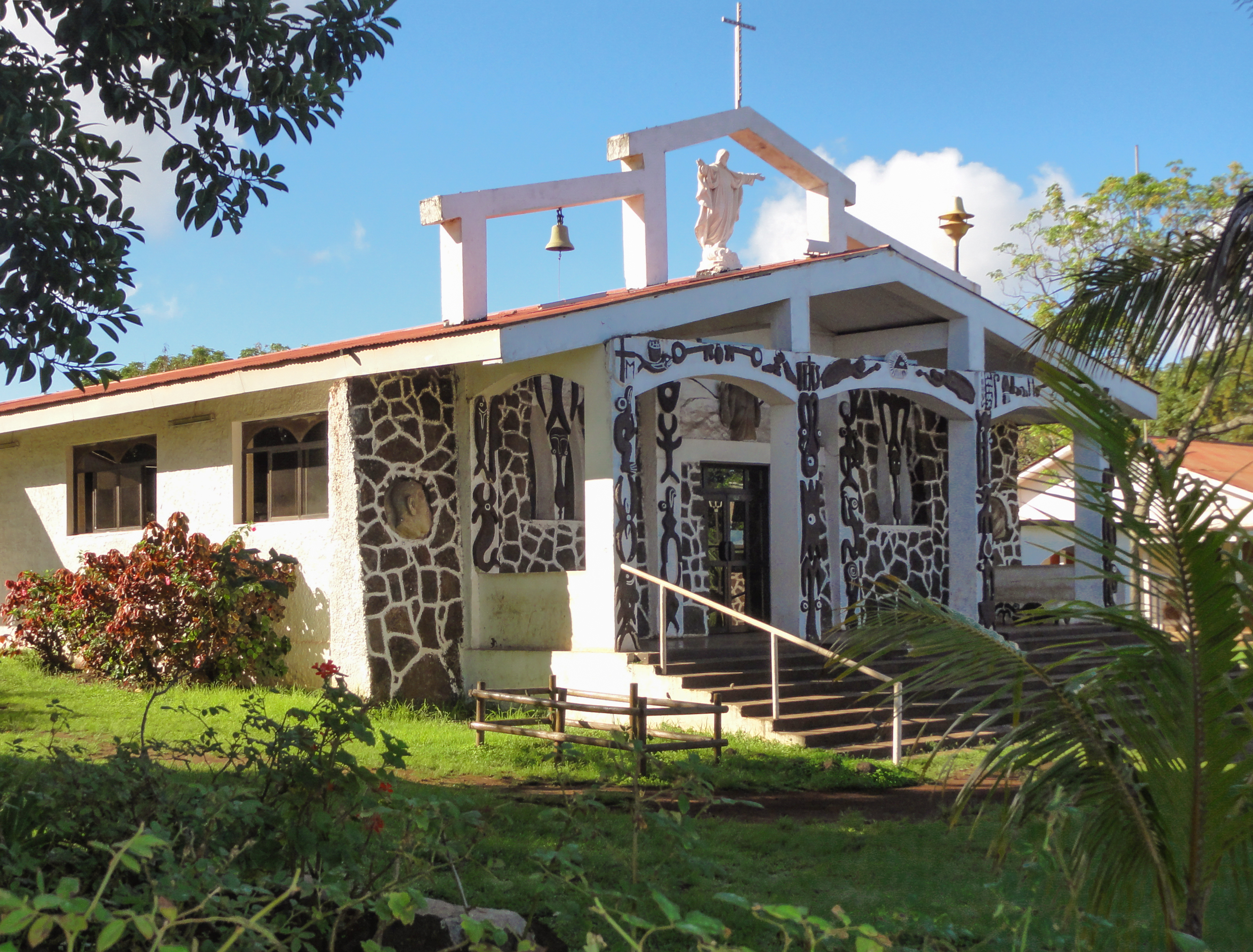
Iglesia de la Santa Cruz

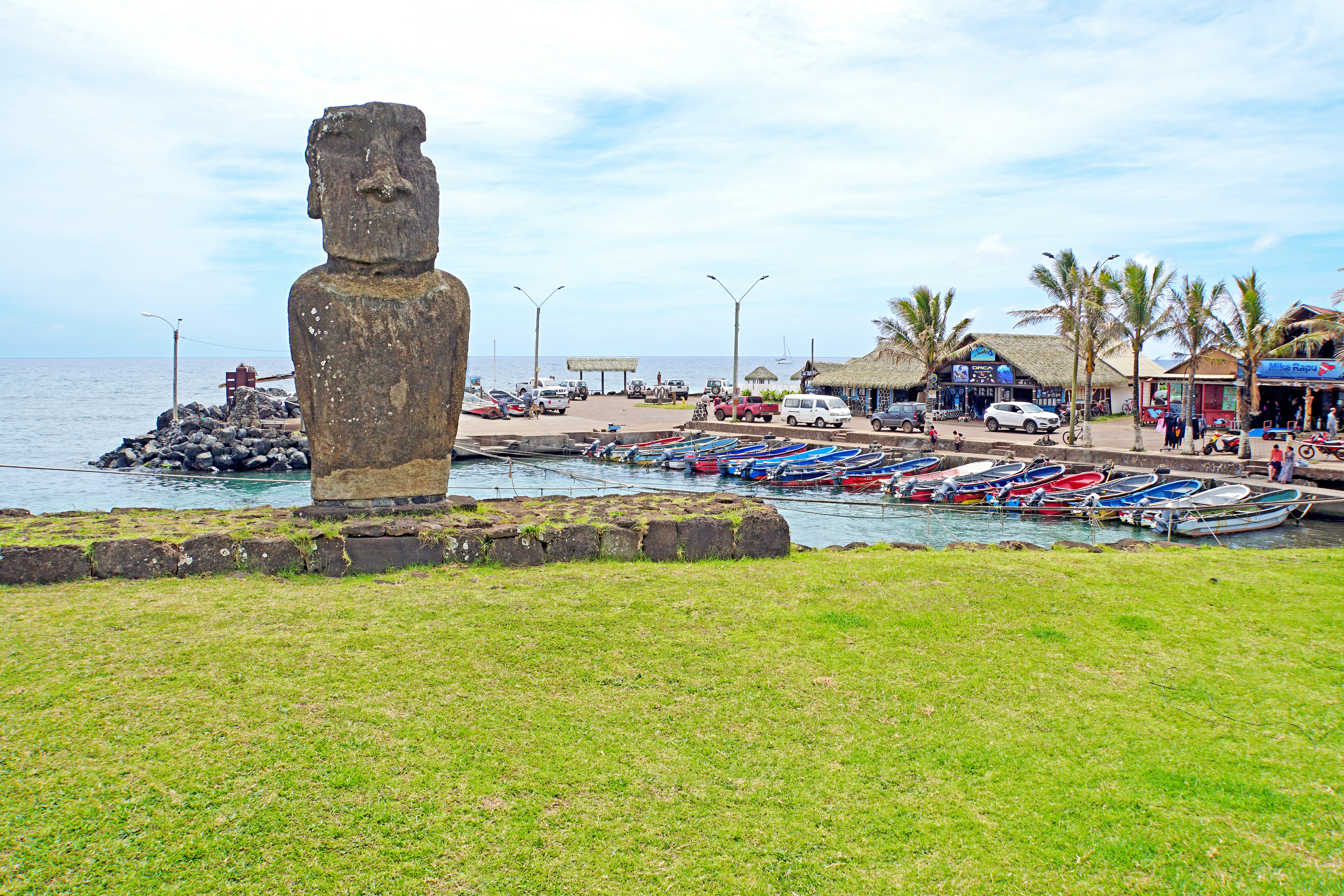
Puerto de Hanga Roa.

En las últimas décadas, la comunidad rapanui ha solicitado al Gobierno chileno la obtención de autonomía administrativa. En 2003, el Instituto Libertad de Chile informó que en la Comisión Permanente sobre Asuntos Indígenas de las Naciones Unidas, los habitantes de Rapa Nui presentaron una solicitud para ser considerados territorio especial inserto en Chile.
Pedro Edmunds Paoa, el alcalde de la isla, expresó el mismo año al diario El Mercurio, en relación con la conmemoración del 18 de septiembre en Chile, que «para los rapanui no tiene gran significado la conmemoración de la Independencia de Chile, salvo como una imposición [...] nuestra cultura milenaria, que posee un idioma propio, unas tradiciones ancestrales y una idiosincrasia que le ha permitido perpetuarse por siglos», precisando que han adaptado las costumbres chilenas a su propia cultura.
El 17 de noviembre de 2003, el Relator Especial sobre la situación de los derechos humanos y las libertades fundamentales de los indígenas en Chile, realiza la siguiente recomendación: «(57). El Relator Especial hace un llamado al Congreso de Chile para que apruebe a la brevedad posible la iniciativa de reforma constitucional en materia indígena [...] (61). El proyectado estatuto de autonomía de Rapa Nui deberá contener garantías de protección de los derechos del pueblo originario rapanui sobre sus tierras, recursos y el respeto a su organización social y vida cultural».
Los deseos de autonomía han llevado a que, en 2005, el entonces presidente de la República Ricardo Lagos enviase al Congreso Nacional un proyecto de ley de reforma constitucional para dar un tratamiento administrativo especial a la isla y al archipiélago Juan Fernández. Este proyecto busca que Rapa Nui y el archipiélago de Juan Fernández sean considerados «territorios especiales», de manera que el gobierno y administración de estos territorios sean regidos por los estatutos especiales que establezcan las leyes orgánicas constitucionales respectivas. El 30 de julio de 2007, se publicó la ley 20193, que reformó la Constitución Política de Chile, otorgando a Rapa Nui, junto al archipiélago de Juan Fernández, la categoría de «territorio especial».

## Economía
El turismo y la pesca son las principales actividades económicas de la isla. En la Agricultura se destaca el cultivo de diversas variedades de plátano y camote. La ganadería consiste principalmente en la crianza de gallinas y caballos. Las únicas entidades financieras existentes en la isla son el Banco del Estado de Chile y el Banco Santander Chile.
En 2018, la cantidad de empresas registradas en Isla de Pascua fue de 204. El Índice de Complejidad Económica (ECI) en el mismo año fue de -1,01, mientras que las actividades económicas con mayor índice de Ventaja Comparativa Revelada (RCA) fueron Otros Tipos de Intermediación Monetaria (115,42), Distribuidora Cinematográficas (97,67) y Venta al por Menor de Flores, Plantas, Árboles, Semillas y Abonos (19,35).

### Transportes

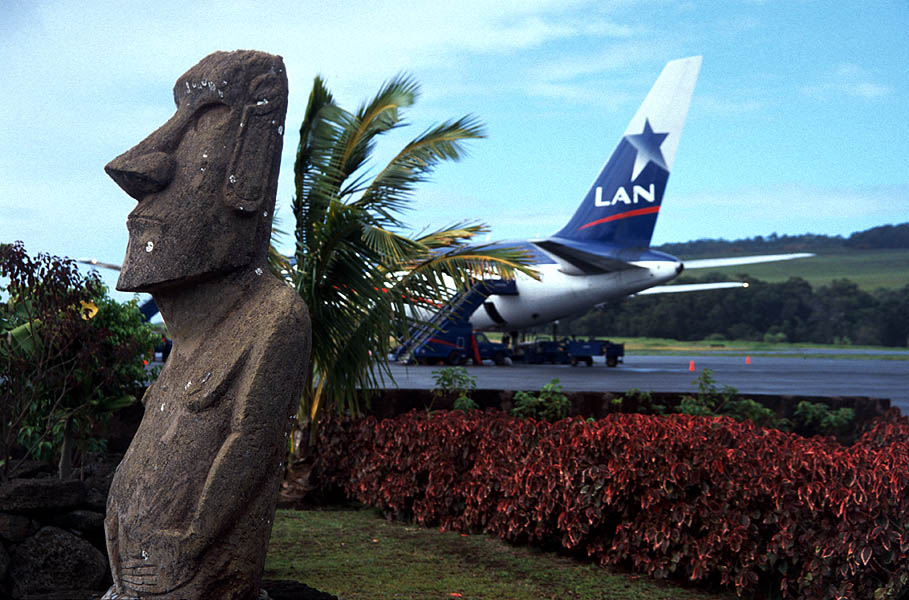
Vista del Aeropuerto Internacional Mataveri.

Navegan sobre la embarcación local kau pora. La única aerolínea que llega a la isla es LATAM. Antes del COVID 19 y el cierre completo de la isla, existía una frecuencia de vuelos diarios entre la Isla y Santiago, y también un vuelo semanal entre Santiago de Chile y Papeete en Tahití. Sin embargo, después de la reapertura de la Isla, los vuelos han aumentado progresivamente entre Santiago y la Isla, pero los vuelos a Tahití no se han retomado.

### Comunicaciones
En la isla se captan cuatro cadenas radiales FM de Chile continental: ADN Radio (88.3 MHz) y Los 40 Principales Chile (104.3 MHz); además de Radio María Chile (99.9 MHz) y Radio Nuevo Tiempo (107.3 MHz), ambas de temática religiosa. Existen además otras seis emisoras de ámbito local.
Se reciben tres canales de televisión abierta: dos desde Santiago y un canal local operado por la Municipalidad de Isla de Pascua, que son:
- Canal 7 análogo y 7.1 en TVD: Televisión Nacional de Chile
- Canal 9: La Red
- Canal 11: Chilevisión

Los restantes canales nacionales, como Canal 13, Mega, Telecanal y TV+, sólo pueden ser vistos a través de televisión por cable y satélite.
La única empresa de telefonía móvil presente en la isla es Entel Chile, cuya cobertura se limita al área de Hanga Roa. La compañía mantiene convenios de roaming con las otras tres operadoras chilenas, y roaming internacional con la mayoría de las operadoras.
En 2018, se anunció el proyecto de cable transoceánico que unirá Chile con Asia, mediante conexión con Australia. Este cable en primera instancia tenía contemplado conectar con el Archipiélago Juan Fernández y con Rapa Nui, sin embargo, en los últimos comentarios, esta conexión se ha puesto en duda.

## Cultura
A finales de enero y principio febrero de cada año se celebra la fiesta de Tapati, la principal actividad artístico-cultural de Rapa Nui, que comienza la primera semana de febrero y dura aproximadamente dos  semanas. En esta festividad se realizan una serie de ceremonias ancestrales como la competencia de pintura corporal (Takona), el relato de historias épicas y leyendas (A'amu Tu'ai), Cantos ancestrales (Riu), El triatlón (Tau'a Rapa nui) y el descenso a gran velocidad por una colina de jóvenes sobre troncos de árboles (Haka Pei) y la elección de la reina de la isla, que es coronada la primera luna llena del mes. Esta festividad repleta la capacidad hotelera y alimentaria de Rapa Nui.

Ejemplos de esculturas Moáis
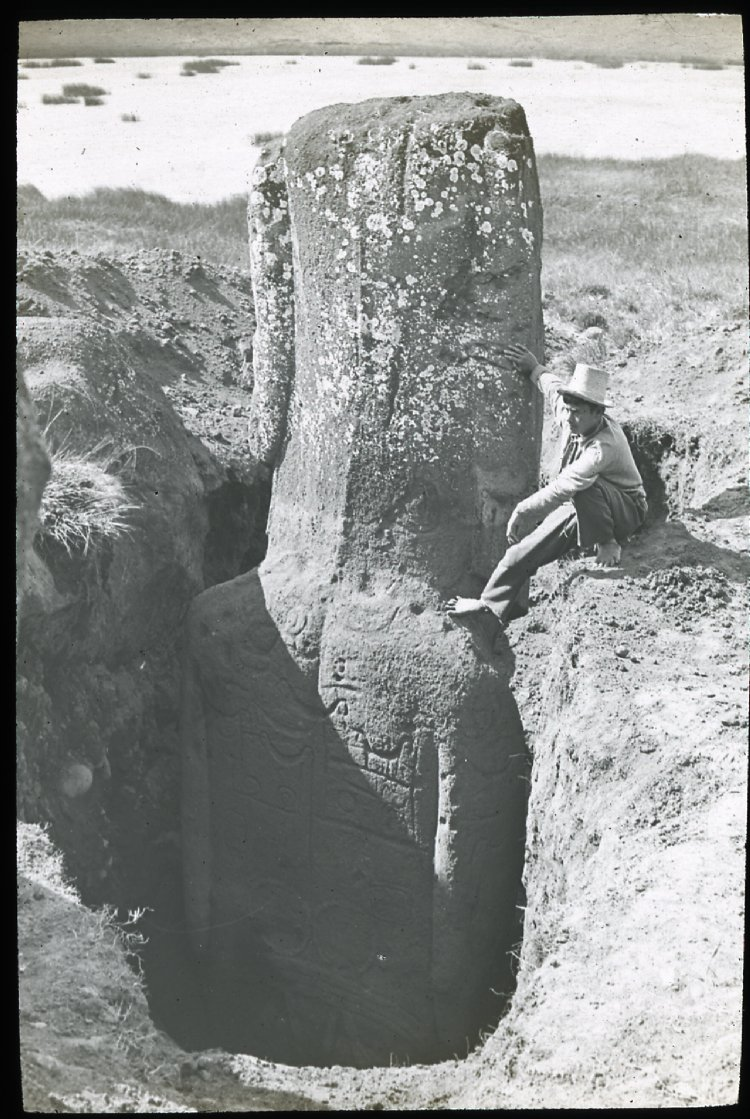
Petroglifos en la espalda de un moái excavado en 1914 o 1915.
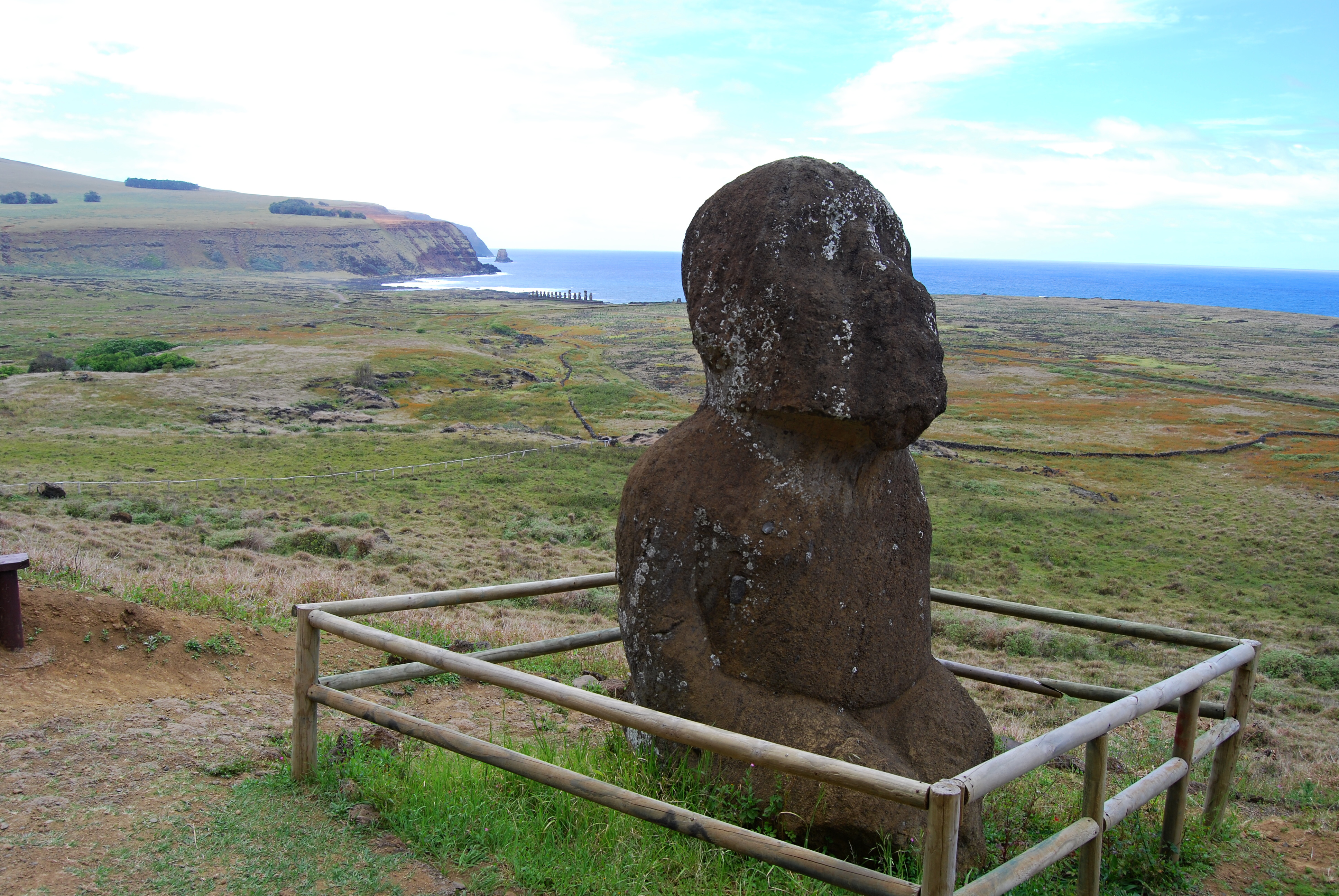
Moái Tukuturi, el más antiguo.
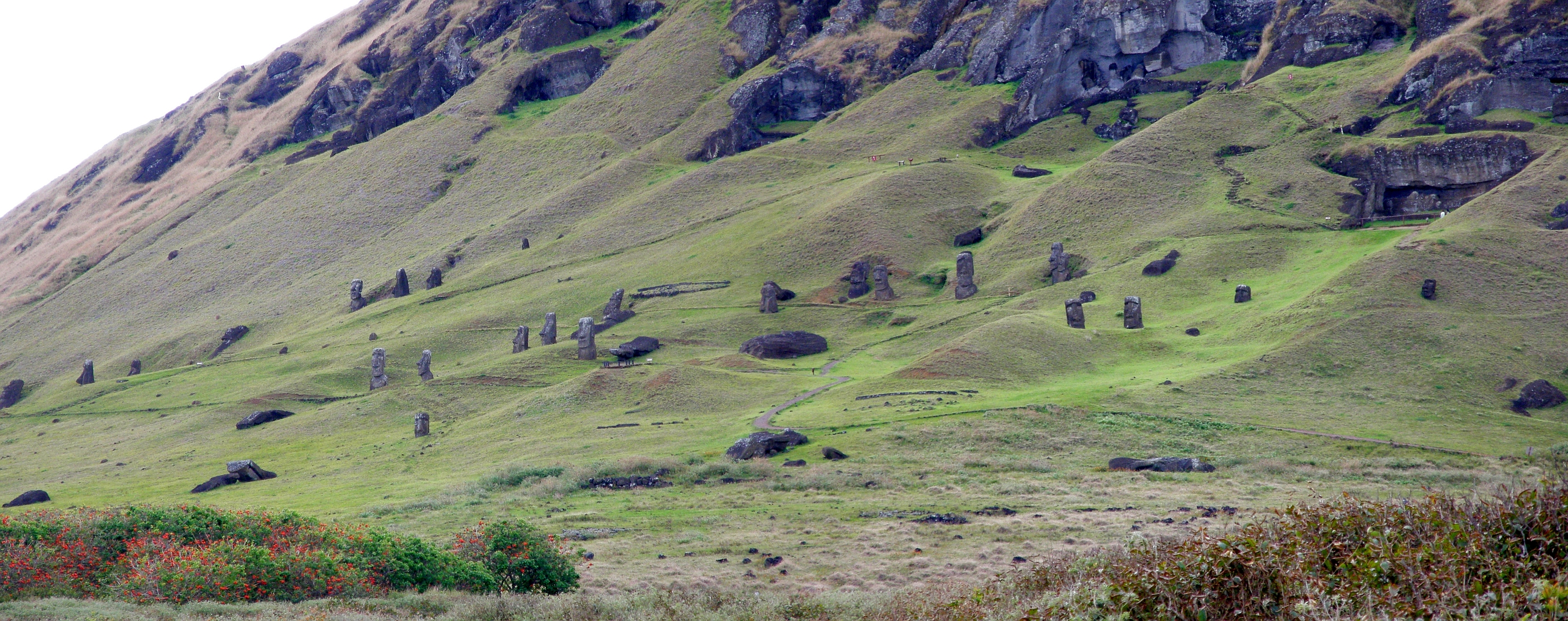
Cantera de moáis en Rano Raraku.
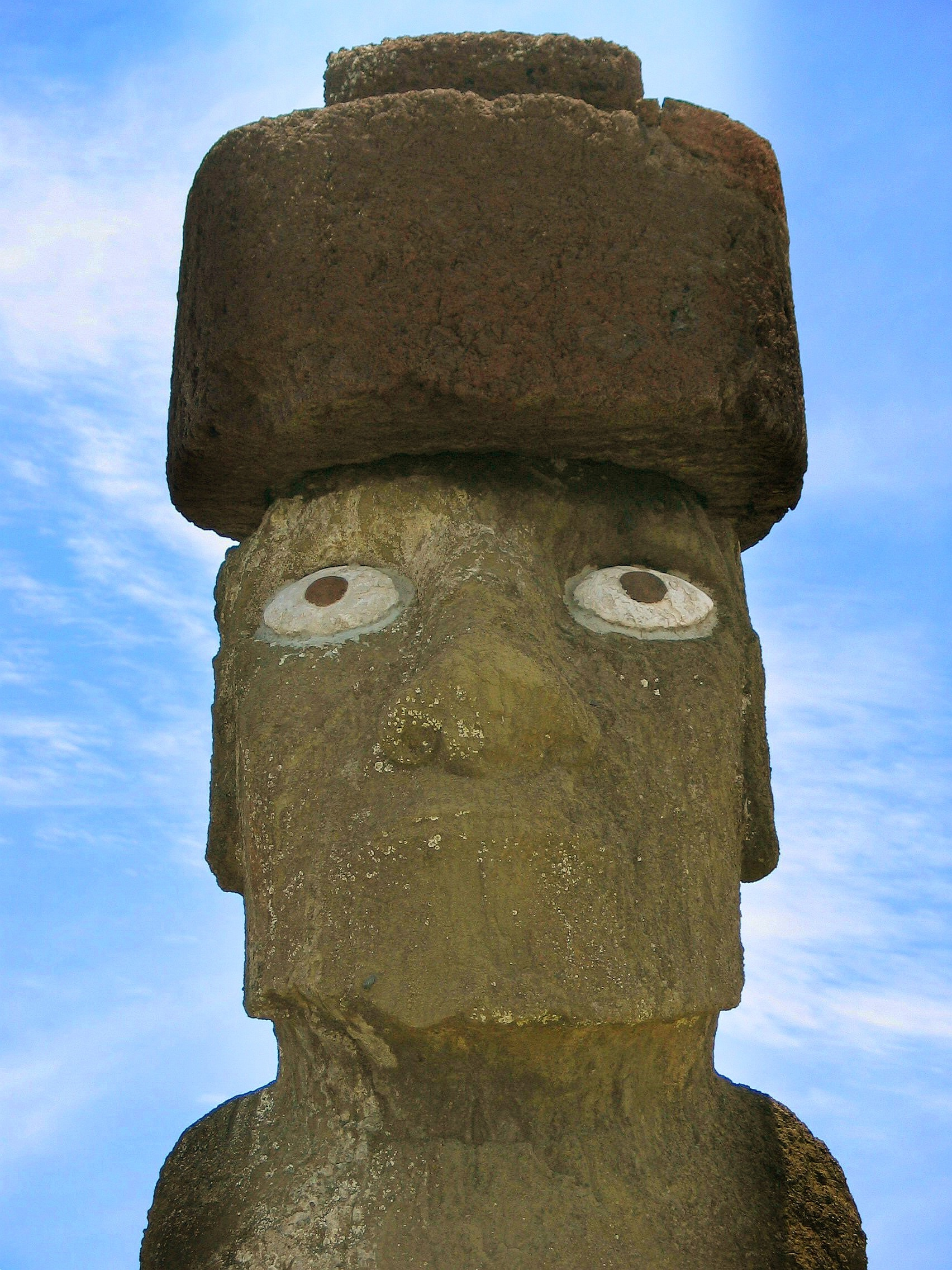
Moái de toba reconstruido en Ahu Tahai con pukao restaurado y réplicas de ojos
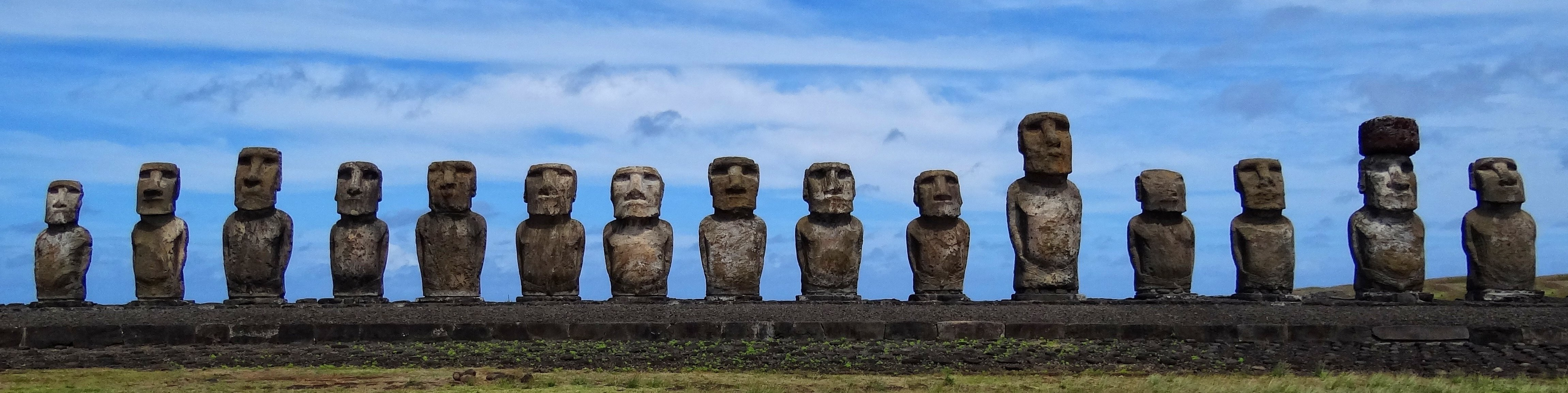
Moáis del ahu Tongariki.

### Mitología
|                        |                               |
| Estatuilla esquelética | Estatuilla corpulenta atípica |

La mitología de la isla de Rapa Nui presenta características únicas; producto de que esta isla es la más aislada de las islas polinésicas, que era originalmente transmitidas en forma oral, y posteriormente registradas en forma escrita luego de la llegada de las expediciones que la visitarían. Tal como ocurre en otros lugares de Chile, en Rapa Nui la mitología también ha desarrollado una cosmovisión particular, que ha llevado a sus habitantes a explicaciones muy singulares sobre la creación del hombre y de su territorio. 
Entre los mitos más importantes encontramos el de la llegada del pueblo rapanui desde el continente de Hiva, el culto al dios Make-Make, que está representado en Rapa Nui como el creador del mundo, y el posterior culto al Tangata Manu (hombre pájaro), también conocido como la historia de Hotu Matu’a y los siete exploradores.

### Música

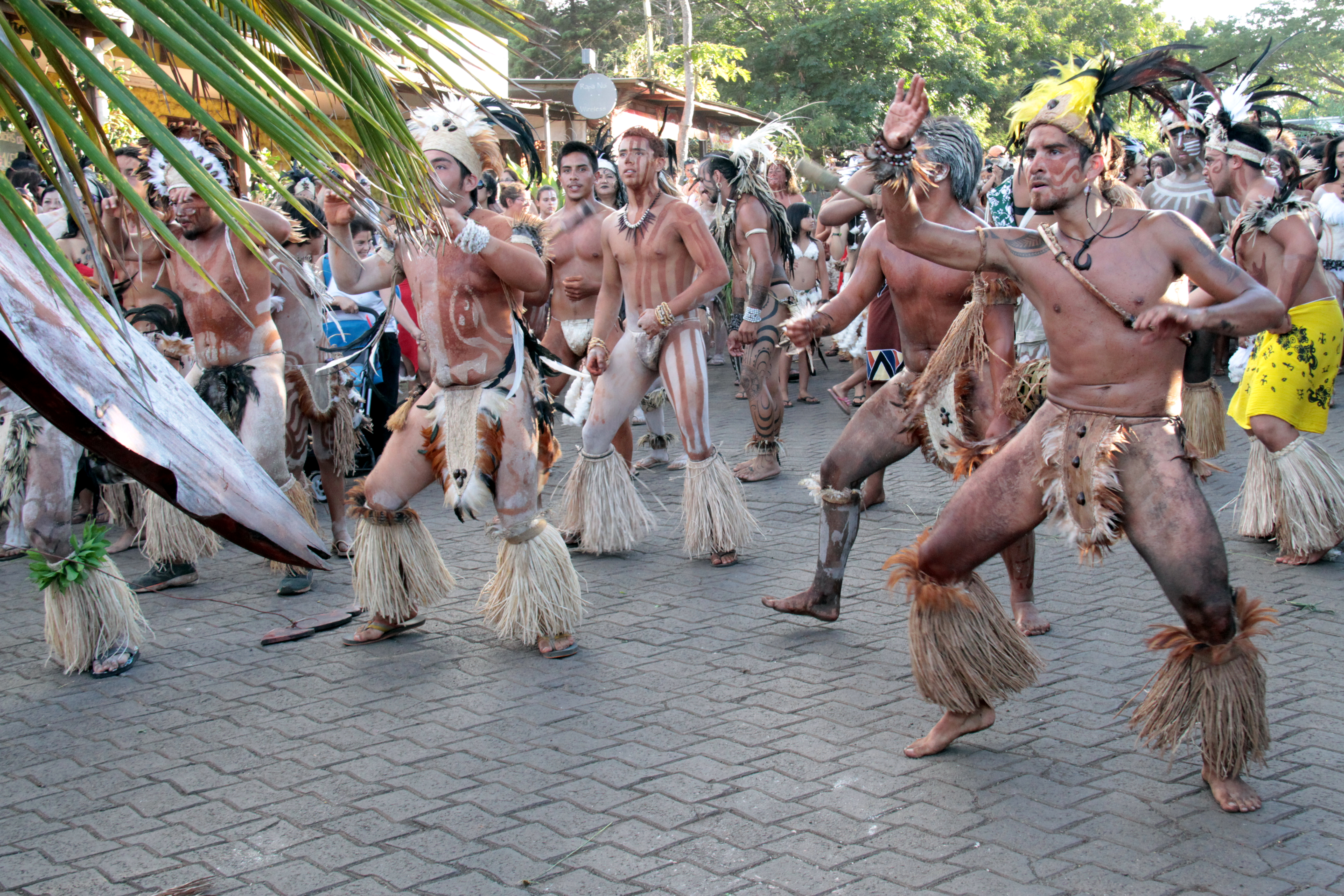
Bailarines de la etnia Rapa-Nui.

Las formas originales de canto rapanui permanecieron intactas hasta la llegada de los redescubridores; (hecho que marca un punto de quiebre en la estructuración de la expresión musical de la cultura). Incursionar en el canto rapanui es ingresar a un laberinto de expresiones con identidad particular, pero también es percibir la mixtura cultural que en su sonoridad confluyen. Isla de Pascua, la isla más insular del mundo, ha sido depositaria de una compleja tradición musical que, por su larga condición de ultra-aislamiento (que se extendió por más de mil años), pudo mantener formas musicales exclusivas, que aún hoy son parte de su herencia.
Sin embargo, el encuentro con los colonos, la influencia de las administraciones impuestas, el tráfico de personas para ser utilizadas como mercancía humana (en distintos períodos de asaltos esclavistas), la llegada de los aviones y la consecuente masiva visita de extranjeros, han hecho que la isla fuera incorporando a sus expresiones originales, las sonoridades y estructuras composicionales de los foráneos, y el resultado de este proceso que fusionó lo artístico y lo cultural, evidencia muy claramente cada etapa histórica como una especie de memoria popular. 
De esta manera, la música de la isla, actualmente es una síntesis de la música del mundo, que por ella pasó, permaneciendo hasta hoy, mimetizada en sus cantos. Estos, siendo la herramienta más pura de transmisión oral, cuentan y cantan, línea por línea, todos los hechos que en este especial lugar sucedieron. La música rapanui habla por sí sola y comparte, desde la sinceridad más simple, sus dolores históricos, sus sueños, sus tradiciones.

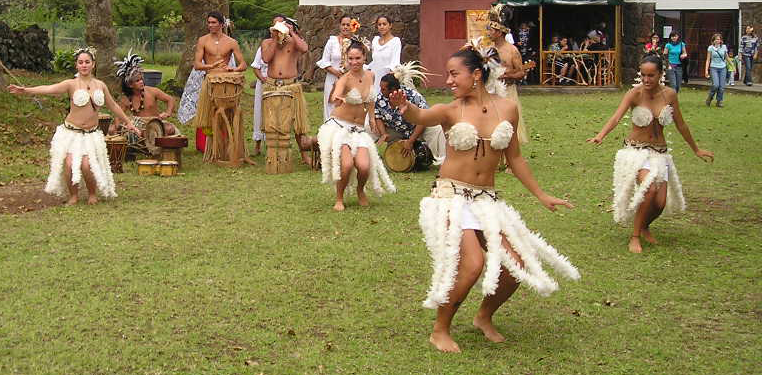
Bailarinas de la etnia Rapa-Nui.

En la actualidad, existe una veintena de artistas músicos, que, como solistas o en bandas folclóricas o de fusión, muestran su arte y además incursionan en el mercado de la difusión de la misma a través de producciones musicales registradas en formato CD audio y DVD, producidas en la misma isla. Gran motor de este fenómeno ha sido la existencia, desde el año 2002, del primer y único estudio de grabación que pertenece a la Productora y Gestora Cultural local Nuku te Mango. 
Además, existe el permanente compromiso de la Radio Manukena, por difundir por sobre todo el espectro de música internacional disponible, el material rapanui existente y que ha sido registrado desde fines de los 60s hasta nuestros días con más de 80 producciones musicales existentes. Además, hay diversos grupos oriundos de la isla que cantan en rapa nui, tales como Matatoʻa o el grupo Kari Kari, quienes realizan shows enfocados a los turistas, donde muestran también las danzas típicas de Rapa Nui.
Otro hecho interesante es que la mayor parte de la población nativa Rapa-Nui son músicos, bailarines y deportistas.

## Deportes
El principal deporte, además de los deportes acuáticos, es el fútbol, aunque no existe ningún club de carácter profesional. Usualmente, cerca de diez equipos participan en un torneo de carácter amateur organizado por la Asociación de Fútbol Amateur de la Isla de Pascua. Los equipos más populares son el Hanga Roa y el Moeroa, que representan respectivamente las zonas norte y sur de Hanga Roa. El principal recinto deportivo corresponde al Estadio Municipal de Hanga Roa, con capacidad para 1214 espectadores.
La isla posee una selección de fútbol que es parte de la NF-Board y ha disputado algunos encuentros con su equivalente del archipiélago de Juan Fernández. En 2009 participó en el llamado Juego del siglo en Rapa Nui, cuando enfrentó al campeón vigente de la liga chilena profesional, Colo-Colo, por la Copa Chile 2009. El encuentro fue transmitido por televisión satelital a diversos países y finalizó con la victoria del equipo santiaguino por 4:0.

## Sitios de interés

### Museo Antropológico Padre Sebastián Englert

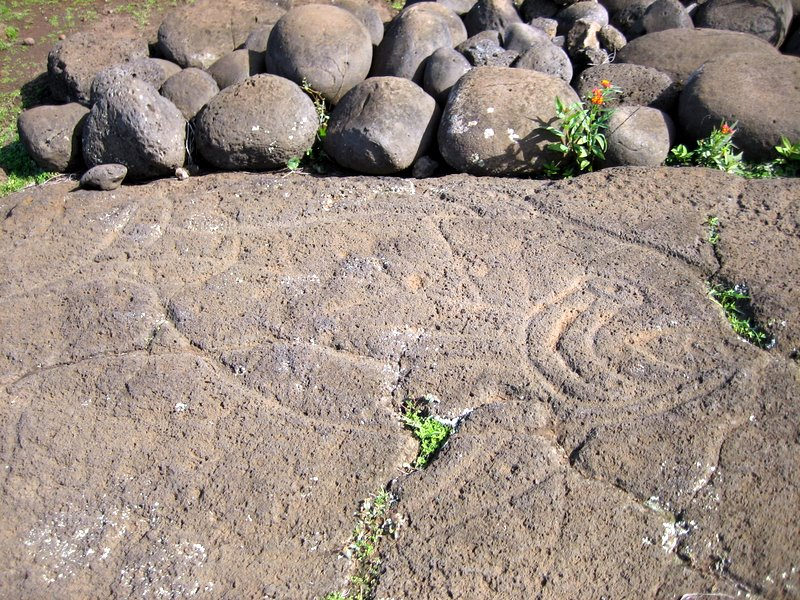
Un petroglifo en el Ahu Tongariki.

Aunque la isla es vista en sí misma como un museo al aire libre, llena de moais, sitios ceremoniales, ahu y petroglifos, el Museo Antropológico Padre Sebastián Englert posee una gran colección (unas 1500 piezas) que representan el legado cultural de la isla. El museo, fundado en 1973, posee además una importante colección de fotografías, archivos de música tradicional, una biblioteca con 3000 publicaciones y el único moai femenino encontrado.